# 保守派 (波兰统一工人党)
保守派，是一个流行于20世纪80年代的波兰政治术语，指执政的波兰统一工人党内部的正统共产主义派。这一派系诞生于波统工党与团结工会相互对抗的背景之下。保守派立足于马克思列宁主义和斯大林主义的立场，捍卫波统工党的执政地位和社会主义的国家原则，要求强力镇压团结工会，积极推行戒严政策，反对“水平结构派”。1988—1989年，保守派惨败。在波统工党自行解散、波兰人民共和国转变为波兰第三共和国之后，其在政治上不复存在。

## 背景

### 早期分歧
“保守派”一词与20世纪80年的波兰人民共和国的政治斗争有关，从未在此语境之外使用过。然而，波兰共产主义运动最初的特点便是严格的保守主义与较为温和的派系之间的差异和冲突。
波兰共产党和波兰共产主义工人党中保守派的历史先驱是尤利安·莱什琴斯基及其支持者。以阿道夫·瓦尔斯基为首的大多数共产党员倾向于社会主义力量的广泛阵线，并认为有必要考虑到波兰的民族特性；而以莱什琴斯基为首的派系则采取“宗派主义”立场，完全倾向于共产国际和斯大林主义的苏联。.（尽管存在分歧，但他们都在大清洗期间被内务人民委员部处决。）在波兰工人党党内，思想家莱昂·卡斯曼和党内强人雅各布·贝尔曼延续了莱什琴斯基的亲苏保守路线。

### 20世纪40—60年代的冲突
1944年，波兰工人党在苏联的政治、军事支持下上台，在波兰建立了斯大林主义政权。由博莱斯瓦夫·贝鲁特、雅各布·贝尔曼和希拉里·明克组成的执政三巨头采用了严格的一党专政和国家主义政策。这一时期后来被视为保守派的政治理想，这绝非偶然。
贝鲁特去世后，瓦迪斯瓦夫·哥穆尔卡于1956年领导波兰去斯大林化。此后，纳托林派成为波统工党内保守派的代名词。该派系由政治局委员弗朗齐谢克·尤日维亚克和弗朗齐谢克·马祖尔领导。纳托林派尖锐地批评“自由主义和机会主义”，主张恢复斯大林主义制度，进行经济国有化、管理集中化、文化意识形态化，并镇压异见者，打击波兰天主教会。20世纪60年代，政治局委员兼中央委员会委员米奇斯瓦夫·莫查尔领导的“游击队派”延续了这一路线。其中还出现了民族共产主义倾向和反犹主义倾向。“纳托林派”被认为是类似阿尔巴尼亚霍查主义的产物，而游击队派则被认为类似于罗马尼亚的齐奥塞斯库和苏联的谢列平帮。
最激进的斯大林主义者，贝鲁特时期的总统府长官卡齐米日·米雅尔、前公共安全委员会主席瓦迪斯瓦夫·德沃拉科夫斯基、前农业部部长希拉里·切沃霍夫斯基则转而成立了波兰共产党。该政党被波兰人民共和国官方宣布为非法，米雅尔流亡阿尔巴尼亚，中阿决裂后又流亡中国。
渐渐地，哥穆尔卡及其派系在反犹问题上逐渐靠近游击队派。这一趋势主要由政治局委员、哥穆尔卡的得力助手泽农·克里什科倡导。这一点体现在1968年波兰政治危机和1970年波兰抗议事件中。

### 盖莱克时期
20世纪70年代，在爱德华·盖莱克的统治下，波统工党奉行“自由主义”的政策——以社会手段取代直接的国家暴力，通过苏联补贴和西方贷款刺激生活水平的提高，降低贫困水平，放松镇压力度，允许在文化和公共生活中进行一些辩论。十二月流血事件中的政府负责人哥穆尔卡、克里什科、马里安·斯彼哈尔斯基、米奇斯瓦夫·莫查、斯坦尼斯瓦夫·科乔韦克和伊格纳齐·洛加-索温斯基被从政治局除名。但党政机关内的许多人都对这一政策持消极态度。此外，经济发展陷入僵局（这一点在20世纪70年代中叶就已十分明显）、社会紧张局势的逐渐加剧激化了这种情况。转折点是1976年的六月抗争。劳工保护委员会和沿海自由工会的成立标志着一种对政权极其危险的趋势——不同政见的知识分子与劳工抗议的结合。
保守派党员怀念20世纪50年代初和60年代末的时代。这一点有着多种公开表现形式。
1977年初，一封名为《2000年书信》的公开信被发表。这份公开信由党报记者、电影编剧雷沙尔德·贡塔尔兹起草，并得到的著名电影制片人博赫丹·波伦巴、雷沙尔德·菲利普斯基、安杰伊·奥哈尔斯基的支持。贡塔尔兹是前波兰安全局官员、卧底，积极参与了1968年的反犹运动。波伦巴、菲利普斯基赫奥哈尔斯基采取了类似民族共产主义的政治立场。在《2000年书信》中，他们呼吁“通过与爱国主义结合来复兴社会主义”，并谴责劳工保护委员会与“西方帝国主义和国际犹太复国主义”的联系。但与此同时，他们又似与斯大林主义撇清关系：他们将持不同政见者称作“斯大林时代的政治家，创造了社会主义的讽刺模式，并在1956年后通过欺诈手段攫取了政权”（这明显暗指了普瓦维派的转向）。
在此之后，信件又对波统工党领导层提出了尖锐地批评——“对反民族和反社会主义势力采取令人吃惊的放任、腐败、任人唯亲、法律面前不平等、在宣传中自我美化、无视建设性批评、歪曲1976年6月事件的实质”。值得注意的是，《2000年书信》并未保持斯大林主义的基调，而是采用了民主的基调。考虑到贡塔尔兹的观点和政治起源，这可能会令人惊讶。作者不仅要求制止腐败和中饱私囊，而且要求确立法律面前人人平等的原则，恢复“列宁主义的党内民主和人民政权原则”。甚至对工人的抗议也有了一定的理解（尽管是以一种非常克制的形式）。作者表示，“他们不希望镇压工人抗议”，但要求对劳工保护委员会采取“政治措施”，尤其是针对“那些在管理岗位上保护反波兰势力不被揭露的人”。总体而言，该文本包含了对即将到来的政治危机的某种预期。
《2000年书信》引起了重大的政治丑闻。不论措辞如何，它都被视为是统治阶层内斗的行动。盖莱克及其派系认为，这一公开信与其说是对劳工保护委员会的攻击，不如说是对他们的攻击。他们将此归咎于强硬派弗朗齐谢克·什拉赫齐茨、米奇斯瓦夫·莫查和斯特凡·奥尔绍夫斯基的煽动（副总理扬·希德拉克将后两者描述为“两个法西斯主义者”）。受迫害的威胁笼罩着贡塔尔兹及其合著者，但他们得到了中央委员会第二书记斯坦尼斯瓦夫·卡尼亚的默许。尽管两人在意识形态上并非同路人，但他认为维持反盖莱克阵线的存在对他的利益来说是权宜之举。中央委员会委员奥尔绍夫斯基也对《2000年书信》的作者提供了赞助。
1978年12月，在波统工党中央委员会全体会议上，波统工党科宁省委员会第一书记塔德乌什·格拉布斯基再次严厉批评盖莱克失败的社会经济政策（“排队就像35年前一样”）、对异议者和教会的过度放任，以及对西方的过度和解。这次讲话对执政的波统工党来说是史无前例的，引起了强烈反响。最终，盖莱克解除了格拉布斯基的职务。但是，这次讲话反映出了党内机关对第一书记政策的严重不满。
1979年10月，作为波统工党八大之前党内讨论的一部分，由科学界和文化界杰出人士联名签署的《44人信》出现了。签名者还包括：贡塔尔兹、波伦巴、菲利普斯基，电影从业者齐格蒙特·马拉诺维奇、沃伊切赫·布尔佐佐维奇、兹比格涅夫·库日明斯基等人。这封信的语气相较《2000年书信》变得更为严厉，反斯大林主义和对民主的关注不再明显。作者震惊地指出“文化中的意识形态对抗及与社会主义格格不入的模式的强化”，尖锐地批评了安杰伊·瓦伊达和斯瓦沃米尔·姆罗热克等人，抱怨“对那些致力于共产主义事业的人的歧视”，并表达了对“意识形态不稳定和不称职的官员的不作为”的不满。他们呼吁加强党对文化的意识形态控制，并在波统工党省委下设立“马克思主义知识分子俱乐部”。

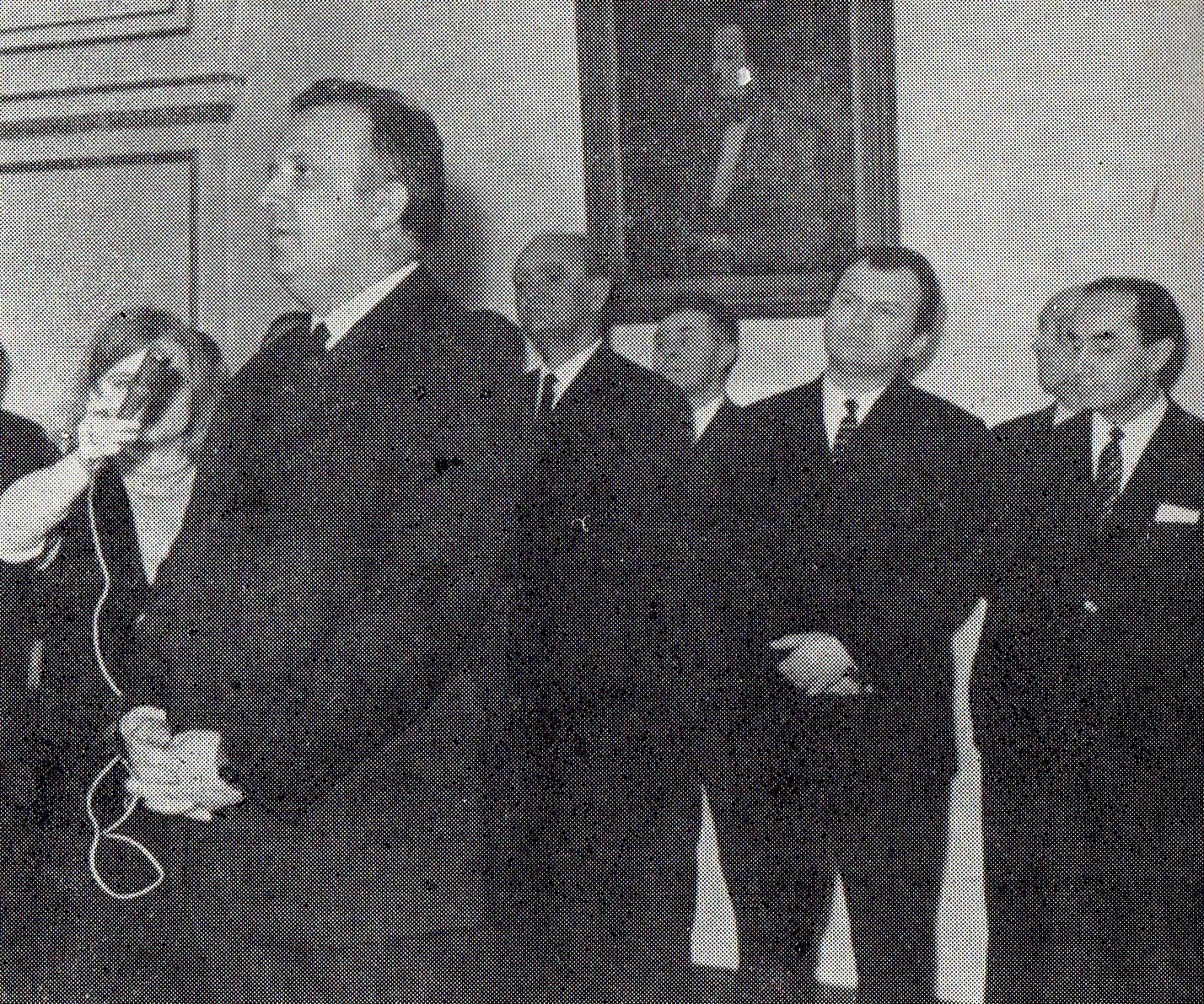

波统工党内“保守派”的主要代表人物是政治局委员、中央委员会委员、波兰人民共和国外交部长斯特凡·奥尔绍夫斯基。他参与了对1970年波兰抗议事件的镇压，但他是当时的高级领导人中唯一一个在哥穆尔卡下台后保留所有职位的人（部分原因是他相对年轻）。奥尔绍夫斯基极端的意识形态保守主义导致了与盖莱克的冲突。1980年2月召开的波统工党八大上，奥尔绍夫斯基被免去政治局和中央书记处的职务，并被任命为驻东德大使，这本身就是他政治倾向的表现。然而，不到六个月后，他就再次官复原职。盖莱克甚至邀请他担任波兰人民共和国部长会议主席（总理），但奥尔绍夫斯基拒绝了，他宁可等待并根据情况做出决定。

## 组织形成
1980年夏天，波兰爆发了一场声势浩大的罢工运动。在格但斯克，列宁造船厂成立了企业间罢工委员会，电工莱赫·瓦文萨当选主席。反对派组织和持不同政见团体（尤其是劳工保护委员会）的合法化是在默认情况下发生的。
这次，武力解决遭到了拒绝。波统工党领导层和波兰人民共和国政府同罢工领袖签订了《格但斯克协议》，同意成立独立工会“团结工会”。波统工党宣布愿意与社会对话，党的最高领导层也发生了变化。爱德华·盖莱克因“严重疾病”而被停职。斯坦尼斯瓦夫·卡尼亚继任成为波统工党中央委员会第一书记。在前所未有的条件下，他的执政最初被描述为软弱和混乱。自上而下的士气低落覆盖了整个波统工党及其党员。
这一事件引起了党内保守派高层及其附属团体、共产国家的受益者的不满和震惊。在波统工党内，政府机关、执法机关、公共组织和媒体开始迅速形成“保守派”的结构。其理论基础是四项原则：发达社会主义制度不可侵犯、坚定不移地坚持马克思列宁主义意识形态、波统工党在社会政治制度中的领导作用以及与苏联的军事政治联盟。这四项原则在波兰被认为是保守的。“保守”一词不仅被波统工党政权的反对者使用，也被其领导人沃伊切赫·雅鲁泽尔斯基和切斯瓦夫·基什恰克用于最负面的含义。
包括官员在内的正统共产主义者，自愿加入了对爱德华·盖莱克及其核心圈子（彼得·雅罗谢维奇、兹齐斯瓦夫·格鲁津、耶日·武卡谢维奇、塔德乌什·乌扎什奇克等人）的批评。他们严厉谴责腐败、滥用权力和无能，并承认工人抗议的正义性。塔德乌什·格拉布斯基领导了一个特别委员会，负责调查盖莱克时期的侵权行为。他们甚至提出了降低官员工作、废除机关工作人员特权的民粹主义口号。然而，这些举措也仅仅是流于口头之上——例如，波统工党华沙市委员会第一书记斯坦尼斯瓦夫·科乔莱克重返党内领导层后，下令为退休的兹齐斯瓦夫·格鲁津分配一套舒适的公寓。
然而，保守派的主张却完全不同。盖莱克的统治因“自由主义”而被谴责，他被指软化了对持不同政见者和教会的惩罚政策，削弱了对文化领域的意识形态控制，并接受了西方贷款。摆脱危机的出路不在于社会主义民主化和公共对话，而在于加强党的专政、惩罚机关和军队对权力的影响、严格的新闻检查、镇压反对派和异议人士、切断与西方国家的联系并加强与苏联的联盟。这实际上再现了纳托林派和游击队派长期以来的态度。
独立、自治的工会的存在本身就是对一党专政的基础的破坏。因此，团结工会不可避免地成为保守派的主要敌人。对抗是不可避免的，唯一的问题在于其时机和形式。

## 组织结构

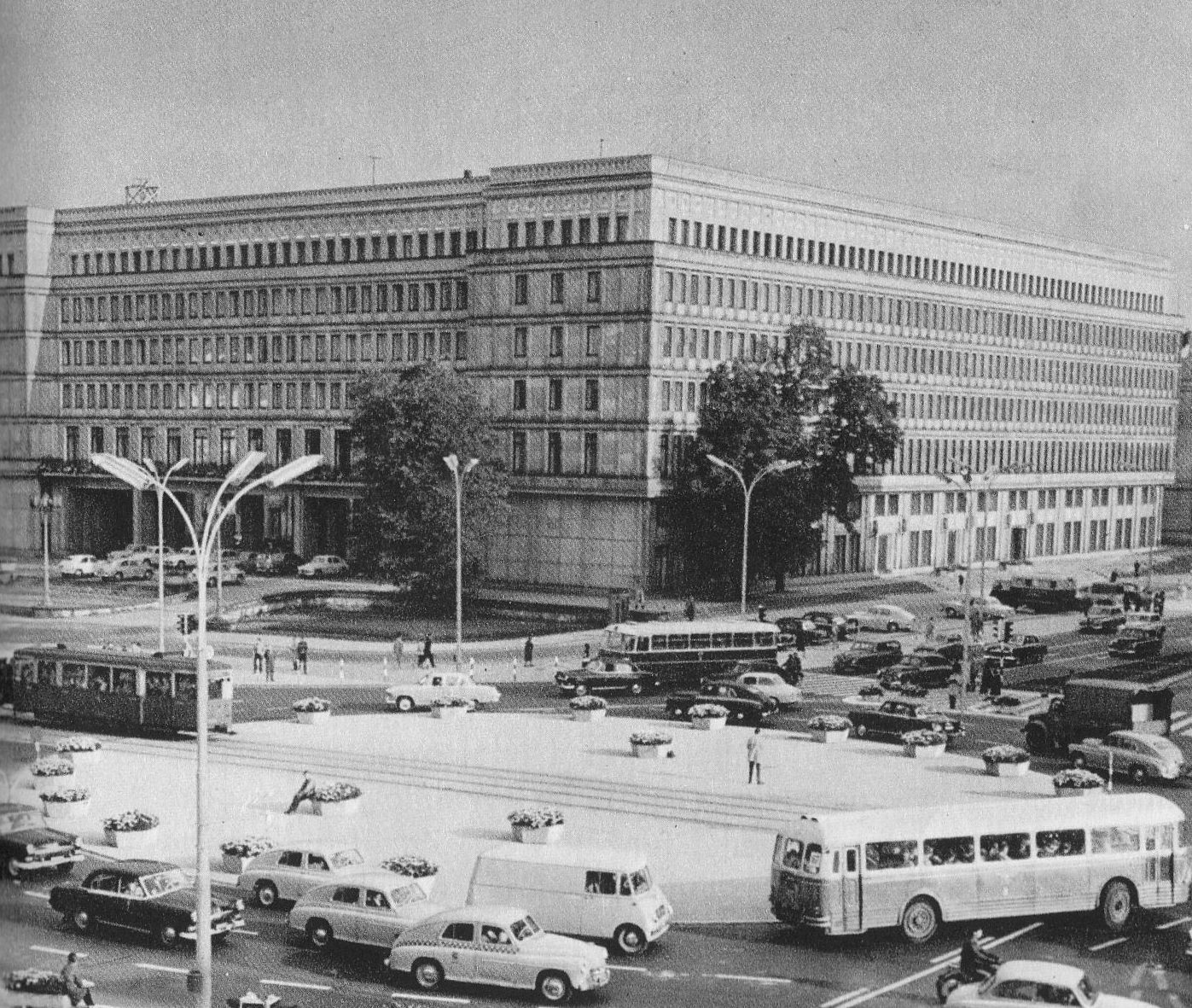
位于华沙的波统工党中央委员会大楼

### 党内
到1987年中期，保守派的领导人有：
- 塔德乌什·格拉布斯基——1980年12月—1981年7月任波统工党政治局委员、中央委员会委员、部长会议副主席
- 斯特凡·奥尔绍夫斯基——1980年8月起，他再次出任波统工党政治局委员、波统工党中央委员会委员、外交部长、意识形态负责人
- 安杰伊·扎宾斯基——1980年9月起，任波统工党政治局委员、卡托维兹省委第一书记
- 米罗斯瓦夫·米莱夫斯基——1981年7月至9月，任波兰人民共和国内务部长，7月起任波统工党政治局委员、中央委员会委员、执法与国家安全部部长

下一梯队中的杰出党员包括：
- 斯坦尼斯瓦夫·科乔莱克——自1981年11月起再次出任波统工党华沙市委第一书记
- 米奇斯瓦夫·莫查——自1980年12月起，再次出任波统工党政治局委员
- 兹齐斯瓦夫·库罗夫斯基——1980年9月起，任波统工党中央组织部秘书
- 卡齐米日·齐普雷尼亚克——1980年11月起任波统工党什切青省委第一书记，1981年4月起任波统工党中央委员会委员，7月起任中央组织部部长
- 沃齐米日·莫日什恰克——1981年7月起任波统工党政治局候补委员，自10月起任中央委员会委员，1981年5月至11月任波统工党奥尔什丁省委第一书记
- 阿尔宾·西瓦克——自1980年9月起为候选人，1981年7月起担任波统工党政治局委员、官方建筑工人工会副主席
- 瓦迪斯瓦夫·克鲁切克——1980年2月起任波统工党中央委员会党务控制委员会主席、波兰人民共和国国务院委员
- 罗曼·内——1980年12月起任波统工党政治局候补委员、中央委员会委员，主管教育
- 埃日·瓦什楚克——1980年8月起任波统工党中央委员会候补委员
- 亚努什·普罗科皮亚克——1981年3月前，任波统工党拉多姆省委第一书记、波统工党中央委员会委员
- 齐格蒙特·纳伊多夫斯基——1980年10月起任波统工党托伦省委第一书记，他是波兰人民共和国前文化部长
- 米哈尔·阿特拉斯——1980年4月起，任波统工党中央委员会行政部门负责人
- 瓦茨瓦夫·皮翁科夫斯基——1977年12月起任波统工党中央委员会外事部部长

上述所有人（除普罗克皮亚克、阿特拉斯和皮翁科夫斯基三名次级官员外）都是在1980年8月后进入党和国家最高权力机构的。他们中的一些人以前曾在政治局、书记处和部长会议任职：莫查和科乔莱克亲自参与了1970/1971年的流血事件，在盖莱克领导下被撤职，但又被拉回来与团结工会对抗。奥尔绍夫斯基是个例外——尽管他参与了这些事件，但自1968年以来他几乎没有离开过党的最高层。
并非所有波统工党人，甚至并非所有高层，都属于保守派。300万波统工党党员中约有100万同时是团结工会的成员。许多基层党组织，尤其是工业企业内的党组织，热切地接受了这一变化。这些人创建了“水平结构派”——具有欧洲共产主义倾向的派系，倾向于改良主义以及与团结工会合作（克拉科夫的“库兹尼察”协会自1975年以来就一直存在）。
大多数党内干部则随形式而站队——这被认为是“中间派”立场。中间派的代表人物是波统工党中央委员会新任第一书记斯坦尼斯瓦夫·卡尼亚，以及政治局中富有影响力的成员、中央社会政策委员会书记卡齐米日·巴尔齐科夫斯基。
“自由派”也很活跃，他们专注于改革、民主化以及与团结工会对话（但更常见的是停留在言辞层面）。这一派系的的代表人物有：主管工会事务的副部长米奇斯瓦夫·拉科夫斯基，中央委员会新闻、广播和电视部部长尤瑟夫·克拉萨、格但斯克省委第一书记塔德乌什·菲什巴赫和波兹南省委第一书记爱德华·斯克日普恰克。华沙马克思列宁主义基本问题研究所所长安杰伊·韦尔布兰在1980年12月之前一直是中央政治局委员和中央委员会委员，他是“水平结构派”的支持者。
然而，保守派的主张在党和国家机构中最受欢迎。中间派欣然采纳了他们提出的方针并支持其领导人。

### 执法机构

#### 内务部

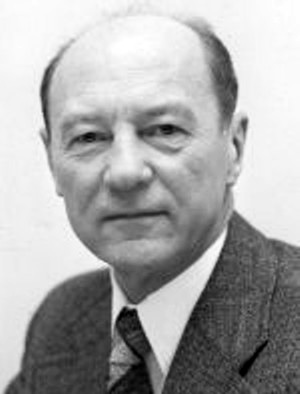
米罗斯瓦夫·米莱夫斯基

波兰内务部系统包括公民民兵（警察）和安全局。在此系统中的保守派成员有：
- 米罗斯瓦夫·米莱夫斯基中将——内务部长（至1981年7月）
- 博古斯瓦夫·斯塔胡拉中将——内务部副部长、安全局局长（至1981年11月）
- 瓦迪斯瓦夫·恰斯通中将——安全局局长（自1981年11月起）

公开以保守派身份出现的有：
- 亨里克·瓦尔琴斯基上校——内务部第三司司长，主管政治、意识形态方面
- 泽农·普瓦泰克准将——内务部第四司司长，主管宗教
- 约泽夫·萨辛准将——内务部第五司司长，主管工业领域
- 斯坦尼斯瓦夫·扎奇科夫斯基准将——公民民兵总司令（至1981年10月）
- 亚当·克日什托波尔斯基准将——内政部副国务秘书，副部长级
- 耶日·奇维克上校——首都（华沙）公民民兵司令
- 耶日·安杰耶夫斯基上校——格但斯克省公民民兵司令
- 耶日·格鲁巴上校——卡托维兹省公民民兵司令
- 亚罗斯瓦夫·韦尔尼科夫斯基上校——什切青省公民民兵副司令，1981年12月期担任正司令
- 尤泽夫·科兹德拉上校——比得哥什省公民民兵司令
- 亨里克·扎什凯维奇上校——波兹南省公民民兵司令
- 尤利安·乌兰图夫卡上校——奥波莱省公民民兵司令
- 马里安·莫兹加瓦上校——拉多姆省公民民兵司令
- 塔德乌什·瓦利赫诺夫斯基上校——内务部学院院长、波统工党中央委员会委员（自1981年7月起）

约20%的内务系统人员加入了公民民兵工会。这些人大多来自巡逻部门、调查机构、刑事调查部门和打击经济犯罪部门。安全局的政治调查机构和公民民兵机动预备队的惩罚性特种部队则没有受到运动的影响。（实际上，安全局中也有团结工会的支持者：格但斯克的亚当·霍德什上尉，弗罗茨瓦夫的马里安·哈鲁凯维奇上尉甚至建立了地下组织——但两例均是意外情况）。总的来说，内政部系统完全由党的领导层掌控的。

#### 军队
波兰人民军的指挥层通常不发表公开的政治意见，但这次波兰人民军司令部采取了坚定的保守派立场。波兰人民军是“意识形态稳定的绿洲”——党的领导、国家纪律、马克思列宁主义、无神论以及亲近苏联。军队将领已经为建立军事政权做好了准备，甚至要求内务部官员遵守军队纪律。(与此同时，包括团结工会成员在内的波兰公民都尊重波兰军队，坚信军队与人民团结一致）。
沃伊切赫·雅鲁泽尔斯基上将——时任国防部长，自1981年2月起担任波兰人民共和国部长会议主席（总理）——被认为是中间派。他优先考虑国家的稳定，但表示同意与社会对话。自1981年10月出任波统工党中央委员会第一书记以来，雅鲁泽尔斯基迅速转向保守派。类似地还有其副手弗洛里安·西维茨基中将、约泽夫·乌尔班诺维奇中将、塔德乌什·图恰普斯基中将、梅奇斯瓦夫·奥别津斯基中将和海军司令路德维克·扬奇申。
军队中保守派（他们被称为“莫斯科派”）的代表人物有：
- 尤金纽斯·莫尔奇克中将——国防部副部长、总参谋部第一副部长、华约联合武装部队副司令
- 约瑟夫·巴里瓦上将——国防部副部长、波兰人民军主要政治委员会主席
- 爱德华·卢卡西克上校——负责政治事务的空军副司令
- 诺伯特·米赫塔上校——国防部驻波兰科学院代表处主任

军队中保守派的政治核心是：
- 沃齐米日·萨夫丘克——波兰人民军中央委员会委员、前国防部副部长、波兰人民军政治局局长。1980年5月，萨夫丘克被解除指挥职务，但他在将军和军官中仍有相当大的权威。

军事内务部（WSW）处于特殊地位——它是军队的反间谍、安全和维持纪律的机构。该结构直接归雅鲁泽尔斯基领导，被视为他的私人“禁卫军”。该机构的军官控制着武装力量中的局势，并监督党内机构的官员。该组织由雅鲁泽尔斯基的亲密伙伴——切斯瓦夫·基什恰克上将（自1981年7月起担任内政部长）和爱德华·波拉德科上将领导。

### 附属组织
团结工会得到了波兰绝大多数工人阶级的支持，并主导了技术界、科学界和艺术界。但社会上的相当一部分人隶属于波统工党并接受了其政治制度。这些人包括公务员、企业人员、官方工会工作人员、合法或非法的个体经营者以及人道主义知识分子。他们担心自己的社会地位、收入和传统观点受到挑战，因为对团结工会抱有强烈的敌意。
随着高层中保守派开始变得活跃，正统共产主义的公共团体也开始成立。意识形态领域的人道主义知识分子最为活跃。这些团体的领导者通常是马克思列宁主义哲学家、党的新闻记者、社会主义现实主义作家和电影制片人（尽管名义上，工人贵族或退役军官有时也被任命为第一负责人）。正是这些社会阶层，连同党国体系内最保守的部分以及波统工党元老，一起构成了保守派的社会基础。这种动机源自对自己的立场和“习惯性世界图景”受到挑战的恐惧。
在这些团体中，较为活跃的有：
- 华沙80——该组织依靠退休的党务人员、军队和警察官员，以及活跃的记者和意识形态机构的讲师。该俱乐部的领导人是哲学家塔德乌什·亚罗谢夫斯基，诺贝特·米赫塔将军也是一位颇具影响力的领导人。该组织在首都著名的Uniwersus书店举行活动。该组织捍卫波统工党发挥领导作用的原则，并呼吁在党内政治中恢复“真正的马克思列宁主义”。其在一些工业企业中设立了分部，试图与团结工会的工厂小组抗衡，但收效甚微。斯坦尼斯瓦夫·科乔莱克公开支持该组织。
- 卡托维兹论坛——最活跃、最激进的组织。该组织依靠的是意识形态职能部门以及党和国家机构的中层人员。领导人是哲学家弗谢沃洛德·沃乌切夫（名义上的领导人是矿工“突击手”盖拉德·加布雷希，1981年4月至7月任政治局委员）。卡托维兹论坛的意识形态以彻底的斯大林主义为基础，贝鲁特时代被其公开地承认为政治理想。在与团结工会的论战中，双方互相侮辱，甚至直接发出死亡威胁。胡塔-卡托维兹钢铁厂中具有改革意识的波统工党成员遭到了人身攻击。该组织按照以安杰伊·扎宾斯基为首的波统工党省委员会和齐格蒙特·巴拉诺夫斯基上校领导的省安全局的指示行事。扎宾斯基没有正式加入卡托维兹论坛，但他实际上领导着该组织。不论是在与团结工会的对抗中，还是在党内阴谋中，他都将沃乌切夫作为公开的攻击工具。
- 波兹南共产主义者论坛——该组织在卡托维兹论坛的直接影响下成立，且与后者保持着密切的联系。但是，该组织有着自身显著的特征：其人员基础不是思想家，而是工程师、技术人员和经济学家（这对保守派来说是很罕见的）。该组织的领导者是波兹南MERA自动设备工厂厂长扬·马耶恰克。该组织主张共产主义意识形态与技术官僚主义相结合：其声称“明确的政治和意识形态是经济发展的保证”。此组织积极参与地区党内斗争，在波兹南省的保守派省长斯坦尼斯瓦夫·措扎希与自由派第一书记爱德华·斯克日普恰克的对抗中支持前者。在最高领导层中，由于其曾担任过波兹南省省长，该组织支持塔德乌什·格拉布斯基。
- 什切青共产主义者运动——该组织没有稳定的结构。其中大多数成员是知识分子，少数是个体农民和工人，这些人并非都是波统工党党员。该组织的非正式领导人是流行历史小说作家伊雷内乌什·格维东·卡明斯基（该组织的大部分支持者均是其读者）。该组织将保守马克思列宁主义与民族共产主义、反西方和反锡安主义相结合，强调“波兰精神”问题，并认为波统工党统治是这一问题的保障。该组织的主要活动形式是与知识界中的团结工会支持者辩论。其严厉的言论和要求甚至导致了与波统工党省委的冲突。斯特凡·奥尔绍夫斯基是该组织的支持者。
- 波兰青年共产主义联盟——与波兰共产党的同名组织、波统工党官方的共青团波兰社会主义青年联盟均没有关系。这是一个规模虽小但极具攻击力的激进青年共产主义团体。该组织由出版社员工帕韦尔·达切夫斯基和哲学家、社会学家泽农·克利什科之子亨里克·克里什科。该组织的主要中心位于华沙大学和罗兹大学。其意识形态基于正统的马克思列宁主义。该团体向团结工会提出了强硬要求，试图通过极具民粹主义色彩的立场进行宣传，并与独立学生协会发生了激烈冲突。该组织的行动甚至让军方领导层感到过于挑衅，雅鲁泽尔斯基将军因此指示巴里拉将军“进行调查并恢复秩序”。在波兰统一工人党中央委员会的机构中，负责社会事务的斯坦尼斯瓦夫·加布雷尔斯基支持该团体。
- 波苏友好协会——建于1944年，具有官方地位，形式上是一个群众组织。然而，在其300万正式会员中，只有一小部分人真正活跃。该组织的主席是波统工党中央委员会委员、波兰人民共和国部长会议成员斯坦尼斯瓦夫·弗龙斯基。该组织没有提出任何特别的党内主张，但极力宣扬对苏联的崇敬以及波兰人民共和国对苏联政策的实际服从。通过这一渠道，波兰与苏联维持了多方面的联系，苏联对波兰社会的影响也是通过这一组织进行的。波苏友好协会的职能相当多样：从与大使馆的礼节性接触、组织官方的历史政治活动，到监控在苏联的波兰游客行为，都涵盖在内。
- 爱国联盟“格伦瓦尔德”——在保守派的政治体系中，该组织有着特殊的地位。该组织不仅声称自己是一个大众化组织（官方称有10—20万成员，但实际活跃成员人数约为1000—1200人），还寻求一定程度上脱离波统工党的自主性。该组织的核心成员主要由知识分子、退役军人和警察组成。其主席是预备役准将弗朗齐谢克·岑巴雷维奇，秘书长是社会学教授梅奇斯瓦夫·切恰克，但最活跃的领导者是电影导演博赫丹·波伦巴（什切青共产主义运动的领导人伊雷内乌什·卡明斯基也是成员之一）。“格伦瓦尔德”的活动人士站在国家主义的民族共产主义立场上，虽然宣称马列主义，但实际上此思想被波兰民族主义、反西方主义以及几乎公开的反犹主义所取代（其宣传的核心之一是严厉批判波兰共产党和国家安全机构中的知名人物，如雅库布·贝尔曼、罗曼·罗姆科夫斯基和尤利亚·布里斯蒂盖尔）。他们将波统工党视为波兰国家的基础；而批评“团结工会”并不仅仅出于其反共立场，也是因为它的反国家性、亲西方倾向以及“犹太专家”的影响。该组织的主要活动手段是领导人的公开演讲和街头行动。其在高层领导和特务机关中得到了支持者的庇护，如斯特凡·奥尔绍夫斯基、米罗斯瓦夫·米莱夫斯基、中央委员会意识形态部门主管瓦莱里·纳梅特凯维奇以及上校亨里克·瓦尔琴斯基。
- 社会政治知识俱乐部“现实”——该组织在全国范围内协调保守派的区域性团体。其起源于华沙80成员在华沙创立的周刊《现实》。虽然其名义上的主席是波统工党前罗兹地区委员会书记马里安·图皮亚克，他的副手是波统工党普沃茨克省委成员、曾在公民民兵志愿预备队服役的温岑蒂·格拉迪谢夫斯基，但实际的领导者是“现实”背后的策划者和保守派的“灰衣主教”雷沙尔德·贡塔尔兹。该组织得到了党内高层塔德乌什·格拉布斯基的支持，其社会基础主要是波兰工人党/波兰统一工人党的老党员。作为“爱国左派”，该组织的成员主张对社会进行全面的党内意识形态控制，并要求采取强硬手段打击“右翼和教权主义者”。在其宣传中，常常夹杂着民粹主义的论调，揭露腐败和滥用职权，呼吁收入和财产的“平均化”，并攻击领导人（特别是与盖莱克派系相关的或自由派和中间派的成员）。“现实”俱乐部的广泛网络拥有行政资源，在保守派的意识形态和组织动员中发挥了重要作用，并提高了该派别的攻击性。

此类组织的成员人数通常较少，通常在100到200—250人之间（相比之下，爱国联盟“格伦瓦尔德”的1000名活跃成员和“现实”俱乐部的1500名成员在这种情况下显得格外多）。它们的影响范围非常有限，主要集中在党内活跃分子、政府官员、部分知识分子和退休人员当中，几乎没有涉及工人阶级。然而，这些团体比党内官员、军队和警察系统对团结工会的立场要更为强硬和激进。这种现象在小型省会城市中格外显著。例如，在格鲁琼兹的“党内倡议小组”，由盖莱克时代的退休党员组成，公开散布“解散团结工会，绞死叛徒”的口号。这些激烈的言论被描绘为“党群的声音”。
这些形式上不受波统工党纪律约束的组织，可以公开批评党内领导层中的自由派和中间派，如米奇斯瓦夫·拉科夫斯基、卡齐米日·巴尔齐科夫斯基、米奇斯瓦夫·雅盖尔斯基和斯坦尼斯瓦夫·卡尼亚等人。另一方面，这些组织公开支持保守派的领导人，如斯特凡·奥尔绍夫斯基、塔德乌什·格拉布斯基、安杰伊·扎宾斯基、斯坦尼斯瓦夫·科乔莱克和阿尔宾·西瓦克。这种支持在波兰党内高层的幕后权力斗争中具有重要意义。
保守派团体的建立离不开高层的支持。安杰伊·扎宾斯基是卡托维兹论坛的庇护者，塔德乌什·格拉布斯基支持“现实”组织，斯坦尼斯瓦夫·科乔莱克关心“华沙80”俱乐部，斯特凡·奥尔绍夫斯基支持“格伦瓦尔德”，而萨夫丘克和莫尔奇克将军则代表了军队中的保守路线。在幕后且不为外界所知的是内务部的资深官员米罗斯瓦夫·米列夫斯基，他在其中默默起到了关键作用。

在这座“金字塔”的底层是普通的成员，他们包括波兰统一工人党的党员、“工人运动的老战士”、安全局和公民民兵志愿预备队的退役人员。再往上一层是各个组织的领导者，如弗谢沃洛德·沃乌切夫、扬·马耶恰克和塔德乌什·亚罗谢夫斯基。再上一级则是格拉布斯基、扎宾斯基、科乔莱克、奥尔绍夫斯基等人，他们属于党内高层的书记和政治局成员，作为保守派集团的庇护者。同时，他们自己也是外国庇护者的依赖者。

### 媒体
1980年8月—1981年12月期间，波兰人民共和国经历了相对的新闻自由，尤其是在纸质出版物方面（电视仍受到政府的较严格的严格控制）。波兰记者协会受到团结工会的影响，其主席斯特凡·布拉特科夫斯基虽然是波统工党党员，但与劳工保护委员会关系密切。团结工会的出版物广泛传播，党内官方刊物则展现了波统工党各主要派系的立场，形成了一定程度的多元化。苏联的宣传渠道批评波兰媒体“混乱”，声称媒体上“能刊登出记者所想的一切内容”。
唯一的例外是波兰统一工人党中央委员会的机关报《人民论坛报》，该报仅刊登官方的政策声明，以及军队的《自由战士报》，明确支持党内的保守派。保守派的主要喉舌则是华沙的周刊《现实》。该报由雷沙尔德·贡塔尔兹和亨里克·蒂茨内尔主编。贡塔尔兹曾在20世纪60年代末参与反犹媒体运动，而蒂茨内尔则是国家安全局的非正式线人，曾在20世纪60年代编辑《波兰信使》，这是一份与波统工党的卫星党民主党的报纸。两人都持有正统的共产主义观点，并在党内和国家安全机构中有着广泛的联系。后来发现，《现实》周刊的资金来源很大一部分来自叙利亚，具体来说是来自哈菲兹·阿萨德政权的支持。
《现实》周刊的文章以保守的马克思列宁主义和对团结工会不妥协的敌意为特点。该刊物发表了一些主张和号召，因其过于强硬，甚至让党和军队的官方机构感到不便。同时，《现实》不仅揭露腐败和管理不善，还对斯坦尼斯瓦夫·卡尼亚和甚至雅鲁泽尔斯基进行了相当严厉的批评，指责他们“机会主义”和“纵容”。这些言论通常经过斯特凡·奥尔绍夫斯基或斯坦尼斯瓦夫·科乔莱克的协调批准。尽管《现实》在组织层面上取得了一些成功，但在宣传和煽动方面却未能赢得广泛的群众支持，所表达的观点也未能在社会中引起强烈反响。

## 历史

### 演习与对抗
团结工会从一开始就获得了极其广泛的影响力，以至于对其毫不妥协的对手不再指望通过政治手段取胜。维持党的统治只能依靠国家强制手段，问题仅在于能否避免直接的军事暴力。
与此同时，保守派的代表们对形势有着现实的评估。他们明白，在1980年夏秋之际，团结工会的成立是无法阻止的。工会领袖安杰伊·格维亚兹达和卡罗尔·莫泽莱夫斯基后来指出，塔德乌什·格拉布斯基是当时在团结工会注册问题上最为建设性和务实的谈判者，而斯特凡·奥尔绍夫斯基则表现出特别的友善态度。米奇斯瓦夫·莫查真诚地表达了他对团结工会力量的敬意。与此同时，安杰伊·扎宾斯基在卡托维兹试图拉拢并腐化工会的积极分子，以接近他们并获取支持。
但这样的时期并未持续多久。当局很快就意识到，他们无法将团结工会置于党的控制之下，因而保守派迅速改变了方针。政治局和部长会议成员瓦迪斯瓦夫·克鲁切克，以最直白的方式表达了保守派的立场，建议在1980年8月26日就应该实施紧急状态。1980年10月8日，发生了一次重要的人事变动：中间派斯坦尼斯瓦夫·科瓦尔齐克被撤职，内务部长之位被保守派的主要军事力量领导人，米罗斯瓦夫·米莱夫斯基将军取代。一个月后的1980年11月8日，奥尔绍夫斯基和米莱夫斯基在政治局会议上提出将权力移交给军事指挥部门。早些时候，米莱夫斯基的副手、斯塔胡拉将军已经下令准备拘留营，尽管当时官方还未公开讨论类似措施。然而，在会议结束的第二天，即1980年11月10日，团结工会在法院获得了正式注册。保守派的代表指出，这是“反社会主义势力空前活跃的表现”。
保守派的反击早在秋季就已经悄然展开。中央委员会秘书兹齐斯瓦夫·库罗夫斯基向各省级党委指示如何保护党的官员免受腐败指控。领导层的更迭不仅涉及到盖莱克时期因丑闻而失势的官员，如卡托维兹的兹齐斯瓦夫·格鲁津或比得哥什的尤泽夫·马伊赫扎克。此外，例如，什切青的省委第一书记亚努什·布雷赫因推动与工厂间罢工委员会领袖马里安·尤尔奇克达成协议而被免职，取而代之的是保守派代表卡齐米日·齐普雷尼亚克（但他不久后被中间派的斯坦尼斯瓦夫·米希凯维奇替代，后者倾向于支持雅鲁泽尔斯基）。安杰伊·扎宾斯基，作为保守派领导之一，被任命为格鲁津的继任者。随着政治震荡逐渐消退，党内保守派开始整合和巩固力量。
1980年12月，苏联军队入侵波兰的威胁被认为是真实存在的。后来，安杰伊·扎宾斯基在与苏联、东德和捷克斯洛伐克的官方接触中表示支持华约提供类似1968年8月对捷克斯洛伐克进行干预的“兄弟援助”。扎宾斯基具体讨论了入侵波兰的作战计划，与克格勃、史塔西、捷克斯洛伐克StB的军官以及捷共北摩拉维亚地区委员会第一书记米罗斯拉夫·马穆拉进行了磋商。
1981年初，团结工会发起了一场积极的运动，要求为每周增加第二个休息日。保守派官员开始谈论“罢工恐怖”。由于雅鲁泽尔斯基在1981年2月11日出任波兰部长会议主席（总理），并呼吁为国家争取“90天的和平”，紧张局势在一定程度上得以缓解。出于对军队的尊重，团结工会愿意与政府达成对话并妥协。然而，雅鲁泽尔斯基的上台实际上意味着完全不同的意图。
早在1981年初，保守派的存在就被认为是不言自明的。后来，米奇斯瓦夫·拉科夫斯基的日记被公布，他在日记中直言将奥尔绍夫斯基、格拉布斯基和扎宾斯基称为领导层中的保守派。自由欧洲电台也指出，有一个在克里姆林宫支持下活动的保守派。

### 比得哥什危机
1981年3月的比得哥什危机成为一个关键事件。比得哥什的工厂间罢工委员会以其高度活跃和激进的反共立场著称。比得哥什工人的团结工会积极支持创建个体农民工会“团结农会”的倡议。1981年3月19日，工会中心主席扬·鲁莱夫斯基和其他工会代表在比得哥什省议会会议上遭到残酷殴打，这一事件引发了巨大的社会震动。
后来证实，比得哥什挑衅计划（代号为Noteć，后改为Sesja）是在华沙策划的，由内政部上校普拉泰克准备，并得到斯塔胡拉将军的批准。该行动得到了保守派领导人奥尔绍夫斯基的认可，并得到了中间派的雅鲁泽尔斯基和卡尼亚的完全同意。行动的目的是对最激进的工会中心进行示威性打击，借此恐吓和打压全国范围内的团结工会运动。这表明保守派在政治领导层中的影响力正在增强，作为中间派领导的雅鲁泽尔斯基集团开始倾向于使用强硬手段，尽管当时他们还不准备实施大规模的暴力行动。
然而，结果却与他们的预料恰恰相反：大规模的愤怒演变成了有组织的抗议。1981年3月27日，约有1300万工人参与了全国范围内的警告性罢工。仅凭借莱赫·瓦文萨及其温和派支持者以及主教团的努力，才避免了这场持续四小时的警告性罢工升级为全国性无限期大罢工。经过一个半月的艰难谈判，1981年5月12日，团结农会最终得到了官方注册。
比得哥什危机显著改变了国家上下的气氛。这一事件直观展示了政府使用强硬措施的原则性准备。团结工会急剧激进化。1980年夏秋季的乐观情绪让位于严重的社会分裂。官僚代表，特别是党内保守派，国家安全机构和警察成为了群众仇恨的对象。尽管团结工会没有实施身体暴力，至少没有记录这样的时期，但党内官员却声称遭遇了“道德恐怖”，自己“无法上街”，并要求为自己提供武力保护。

### 局势恶化

#### 内部对抗
波兰人民共和国的社会经济状况持续恶化。在1981年春夏时节，波兰持续发生大规模的罢工，主要集中在经济诉求上（确保粮食供应、提高工资）。六月份和七月份出现了“饥饿队列游行”——由女性工人以及男性工人的女性亲属组成的大规模街头抗议活动。
团结工会在工业企业内积极创建生产自治机构。工人委员会开始负责调节生产过程和社会事务。工会组织制定了自己的粮食供应和住房分配计划，并通过直接行动的方式维护这些计划（尤尔奇克领导的什切青工会特别以自治活动著称，而鲁莱夫斯基领导的比得哥什工会则以粮食和住房事务为重点）。 保守派派的活动家们不无道理地认为，自治机构对波统工党的权力构成了严重威胁。这被视为卡罗尔·莫德泽莱夫斯基的概念“反国家理论”的实现，根据该理论，自治逐渐取代了党政机构的权力。
在这种背景下，保守派对政治局和国务院的政策持负面评价。主要批评目标是中央委员会第一书记卡尼亚，部长会议主席雅鲁泽尔斯基、副主席拉科夫斯基，中央委员会部门负责人克拉萨以及政治局成员、中央委员会书记巴尔齐科夫斯基。中央委员会各部门负责人阿特拉斯和潘特科夫斯基几乎公开指责卡尼亚和雅鲁泽尔斯基对“反社会主义力量”的纵容。瓦尔琴斯基上校提出了类似于捷克斯洛伐克“正常化”的建议。像卡托维兹论坛和“华沙80”这样的团体几乎将拉科夫斯基、克拉萨和巴尔齐科夫斯基视为敌对代理人。类比中国的情况，格拉布斯基、奥尔绍夫斯基、扎宾斯基和库罗夫斯基被称为“四人帮”，拉科夫斯基指责他们在“恐吓中央委员会”。
保守派，尤其是其附属组织，开始转向军事镇压的言论。团结工会的著名专家亚当·米奇尼克称这些活动分子为 “带有法西斯情绪的苏联特务”。
保守派将赌注押在了领导层的变动上。保守派最有可能登上国家权力顶端是塔德乌什·格拉布斯基。安杰伊·扎宾斯基的候选资格也被考虑过，但尽管他在意识形态上完全符合要求且具有相当的政治影响力，他仍被视为“年轻的同志”。保守派的主要政治战略家是经验丰富的奥尔绍夫斯基——他始终更喜欢保持在第二线。军事力量由米莱夫斯基将军提供保障。

#### 外部因素
波统工党保守派得到了“兄弟党”——苏联共产党、德国统一社会党、捷克斯洛伐克共产党——的支持，这些政党对波兰发生的局势极为担忧。苏联克格勃主席尤里·安德罗波夫（他不久之后成为勃列日涅夫的接班人，担任苏共中央总书记）认为格拉布斯基是苏共在波统工党内最可靠的盟友。东德国防部长海因茨·霍夫曼和捷共中央意识形态委员会主席的瓦西尔·比拉克向波兰同僚提出了具体的行动计划和逮捕名单。捷克斯洛伐克国家安全局（StB）俄斯特拉发分局局长弗朗蒂舍克·金茨尔与卡托维兹指挥官耶日·赫鲁巴讨论了类似的问题。两人一致认为，将波兰的西里西亚变为苏联、捷克斯洛伐克和东德的共同保护国是一个理想的目标。
米哈尔·阿特拉斯和瓦茨瓦夫·皮翁特科夫斯基在东德大使馆会谈时，对卡尼亚和雅鲁泽尔斯基极为负面。他们主张“立即采取果断行动”，逮捕反对派并进行党内清洗。他们认为未来波兰统一工人党的领导者应是“忠于马克思列宁主义的同志”——格拉布斯基、奥尔绍夫斯基、扎宾斯基、科乔莱克和库罗夫斯基。大使馆将这些言论的报告递交给了昂纳克和勃列日涅夫。
1981年5月16日，列昂尼德·勃列日涅夫、埃里希·昂纳克和古斯塔夫·胡萨克就波兰问题举行了一次特别会议，并公开表达了对“健康力量”（здоровым силам）——即波统工党保守派的支持。这一局势令卡尼亚及其支持者感到不安和恼怒。最为直言不讳的米奇斯瓦夫·拉科夫斯基直指波兰统一工人党的保守派依靠的是布拉格和昂纳克的支持（尽管他避免提及莫斯科和勃列日涅夫）。
波统工党的局势由克格勃驻外机构密切关注，该机构由中将维塔利·格里戈里耶维奇·巴甫洛夫领导。一群军队将领向巴甫洛夫提交了一项计划，建议解除雅鲁泽尔斯基的职务，并在米赫塔将军的指挥下实施紧急状态。克格勃的代表甚至联系了前波兰领导人瓦迪斯瓦夫·哥穆尔卡，但他以年迈和疾病为由拒绝重返领导岗位。得知此事后，斯坦尼斯瓦夫·卡尼亚亚向维塔利·巴甫洛夫作出解释，恳求不要将自己排除在外，并保证“他将永远站在苏共一边”。
东德领导层也在进行自己的探查工作。埃里希·昂纳克是波统工党保守派最坚定的支持者。东德统一社会党中央委员埃贡·克伦茨曾与波统工党中央委员会书记库罗夫斯基及工会事务部长斯坦尼斯瓦夫·乔塞克会面，建筑部长沃尔夫冈·容克尔则会见了波统工党华沙省委前第一书记阿洛伊齐·卡尔科什卡。波兰的事件在东德引发了强烈的不安情绪以及某种复仇主义的心态。1980年8月，工人阶级战斗队进入战斗准备状态。东德的官方宣传将波兰塑造为“一个充斥着失控的通货膨胀、毒品问题和抢劫的国家”。对波兰公民——包括外交官、学生和游客——进行严密监视。东德基层干部直接指责波兰人“背叛社会主义”，并建议“由东德和苏联来整顿波兰秩序”，甚至对“是否过早地承认了奥得河—尼斯河线”提出了质疑。

### 九大前的斗争
波统工党计划于1981年7月召开第九次特别代表大会。在这一会议上，保守派领导人计划向党内强行推行他们的纲领，改变高级领导层组成，甚至在最佳情况下将他们自己的领导人推上中央委员会第一书记的职位。他们有充分的理由寄希望于莫斯科的支持：6月5日，苏联驻波兰大使鲍里斯·阿里斯托夫向斯坦尼斯瓦夫·卡尼亚递交了一封苏共中央致波统工党中央的信件。信件的内容带有明显倾向于保守派的色彩，卡尼亚和雅鲁泽尔斯基甚至没有被称为“同志”。
斯坦尼斯瓦夫·科乔莱克提议关闭全国除波统工党官方报刊之外的所有报纸。尤金纽斯·莫尔奇克将军和沃齐米日·萨夫丘克将军发表了带有威胁性的声明。波统工党的保守派及其他类似团体向中央委员会发出大量请愿，要求党采取“明确的意识形态立场”，加强军队和内政部的政治作用，镇压“反社会主义势力”，并进行党内清洗，开除米奇斯瓦夫·拉科夫斯基、尤瑟夫·克拉萨和斯特凡·布拉特科夫斯基。他们表达了对塔德乌什·格拉布斯基、安杰伊·扎宾斯基、斯特凡·奥尔绍夫斯基，特别是阿尔宾·西瓦克的支持（西瓦克因其工人形象最为合适，并且是唯一敢于出现在工人集会上的波统工党高级官员）。7月9日，卡托维兹论坛发布了一份针对即将召开的代表大会的声明，措辞强硬。这些团体要求镇压波统工党内的反对派，并替换那些“对社会动乱负有责任且目前无所作为”的党内领导人。
然而，国家的整体氛围也影响了执政的波统工党。在基层党组织中，许多代表团的纲领和选举并未完全受到控制。在格但斯克举行的大会前会议上，卡托维兹论坛的成员被称为“老鼠、叛徒、‘红色旅’”，并被要求“滚出波兰”。另一位代表要求斯大林主义者“不要再提马克思和列宁的名字”。还有一位代表提议由精神科医生对卡托维兹论坛的活动进行调查。格但斯克第一书记塔德乌什·菲什巴赫明确与团结工会合作，但这只是特例。尽管如此，这些言论仍具有相当的象征意义。
党内的自由派和保守派之间的冲突，被党内占主导地位的中间派巧妙地加以利用并进行操控。由卡尼亚、雅鲁泽尔斯基和巴尔齐科夫斯基领导的执政集团提出了“反对修正主义和教条主义”的立场。其中，教条主义被视为更为严重的威胁，因为其代表了一批有影响力的官员，这些人觊觎最高权力。
颇受波统工党中央委员会信任的记者耶日·乌尔班自8月起担任波兰人民共和国部长会议新闻办公室主任，他严厉批评了波兰统一工人党保守派，要求他们“停止利用所谓的‘纯粹马克思列宁主义’来对抗中央委员会成员”。斯坦尼斯瓦夫·卡尼亚、卡齐米日·巴尔齐科夫斯基和米奇斯瓦夫·拉科夫斯基也强烈谴责了“教条主义和保守主义”。雅鲁泽尔斯基指示军事内务局秘密曝光有关保守派领导人安杰伊·扎宾斯基的腐败丑闻（在调任到卡托维兹之前，他曾被称为奥波莱省首富）。同时，卡托维兹党代会投票结果的造假问题也被提上了议程。
这些行动都产生了效果。安杰伊·扎宾斯基公开斥责卡托维兹论坛，指责他们“超越了权限”。受到震慑的卡托维兹论坛领导人加布里斯开始公开表达对卡尼亚和雅鲁泽尔斯基的忠诚。沃乌切夫写信给斯坦尼斯瓦夫·卡尼亚，抱怨自己因“共产主义观点”而遭到“迫害和追踪”。
1981年6月9日至10日，波统工党中央委员会召开了全国党代会前的全会。第一书记斯坦尼斯瓦夫·卡尼亚在开幕讲话中呼吁党的团结，反对“保守主义和社会民主主义”，并承诺终结对“社会主义敌人”的让步。然而，这并未让保守派信服，随即引发了他们的反抗。塔德乌什·格拉布斯基带头发动了对第一书记的攻击，指责卡尼亚阻碍了“应对危机的倡议”（实际上是指要求通过武力镇压反对派），并指责拉科夫斯基公开纵容团结工会和团结农会，还指责克拉萨在意识形态上的背叛并导致了媒体的混乱。格拉布斯基直接提出要求卡尼亚下台的问题，这在执政党内是史无前例的，就像他在1978年的发言一样。
格拉布斯基得到了齐格蒙特·纳伊多夫斯基、亚努什·普罗科皮亚克、斯坦尼斯瓦夫·米希凯维奇以及戈茹夫省委第一书记雷沙德·瓦布希的支持。此外，他还得到了沃齐米日·萨夫丘克将军的支持。这一点尤为重要。实际上，萨夫丘克比格拉布斯基更早提出了要求领导层下台的呼声，指责他们“无力应对敌人”，但由于军队的纪律，他没有具体提到任何名字。
然而，令格拉布斯基感到意外的是，斯特凡·奥尔绍夫斯基并没有和他站在一起。有人推测，奥尔绍夫斯基巧妙地利用了格拉布斯基的单纯，通过他的行动来试探卡尼亚的立场，同时检验保守派的力量，但避免了与最高领导层的直接对抗。安杰伊·扎宾斯基也采取了类似的策略，没有与格拉布斯基一同展开强硬对抗。
卡尼亚的支持者则积极表态，卡齐米日·巴尔齐科夫斯基、米奇斯瓦夫·拉科夫斯基以及格但斯克造船厂基层党组织书记扬·瓦本茨基（职业为焊工，自由派费什巴赫的积极支持者）都站在他这一边。约泽夫·巴里拉将军、米奇斯瓦夫·格鲁津将军（兹齐斯瓦夫·格鲁津的兄弟），以及海军上将路德维克·扬奇申也表达了对雅鲁泽尔斯基的支持。与此同时，奥尔绍夫斯基和扎宾斯基公开站在了中间派的立场上，而米莱夫斯基则完全没有表态。
在这次会议上，卡尼亚和雅鲁泽尔斯基的中间派集团取得了全面胜利，格拉布斯基的仕途基本告终。这次会议展示了波统工党领导层的决定性影响力正从党内官僚机构手上转移到以雅鲁泽尔斯基为首的军事指挥层手上。在党内，局势的主导权也不再掌握在保守派手中，而是由巴尔齐科夫斯基等务实的中间派控制。即便是莫斯科，也不得不接受了这一现实。
会议的结果在保守派中引发了负面反应。这些力量的观点由前副总理塔德乌什·佩卡公开表达，他因在1980年8月采取强硬立场而被免职。私下里，佩卡反对召开第九届党代会，称“党正在变成社会民主主义政党，随后将变成民族主义—天主教政党”，并将唯一的希望寄托在苏联的干预和实施紧急状态上。克格勃主席尤里·安德罗波夫在与东德国家安全部长埃里希·梅尔克的对话中满意地指出，卡尼亚展现出了出乎意料的政治力量，但他对格拉布斯基的失败表示不满，并对奥尔绍夫斯基及其幕后阴谋表示怀疑。安德罗波夫认为，奥尔绍夫斯基的立场“并非完全亲苏”，甚至怀疑他可能有亲西方的倾向（尽管当时这一看法显得不合时宜，但五年后这一猜测得到了完全的证实）。
在党代会开幕前几天，保守派在卡托维兹组织了一次声势浩大的力量展示。此次活动包括保守派组织的会议和集会，参与者包括卡托维兹论坛、波兹南共产主义者论坛、什切青共产主义者运动、“华沙80”和其他地区派系。会议的参与者向党代会代表发出公开信，呼吁捍卫波统工党的马克思列宁主义性质。7月9日，卡托维兹论坛广泛传播了一份党代会前的声明，要求确保波统工党的思想政治统一，根除党内的修正主义和社会民主主义倾向，并停止“意识形态裁军”。
卡托维兹论坛首次公开提出更换党的领导层，指责这些领导人不仅在1980年8月的事件后无所作为，还推行了导致社会动荡和团结工会崛起的政策。尽管没有直接点名，但“那些前领导班子中的幸存者”明显指的是卡尼亚、雅鲁泽尔斯基和巴尔齐科夫斯基。考虑到卡托维兹论坛及其盟友与党内高层人物——如扎宾斯基、奥尔绍夫斯基、格拉布斯基、米莱夫斯基和科乔莱克——的联系，这次行动可以被视为一个严肃的政治姿态，意在挑战现有的领导班子。

### 波统工党九大
1981年7月14日，波统工党九大在华沙开幕，大会的口号是“捍卫社会主义就是捍卫波兰的独立”，该口号由将军约泽夫·巴里拉的军队政治部编写。出席大会的外国嘉宾仅限于几个社会主义国家的代表团，包括苏联共产党（由维克托·格里申、康斯坦丁·鲁萨科夫和吉洪·基谢廖夫率领）、德国统一社会党、捷克斯洛伐克共产党、匈牙利社会主义工人党、保加利亚共产党、罗马尼亚共产党、南斯拉夫共产主义者联盟、蒙古人民革命党、越南共产党和古巴共产党。西方共产党代表团则选择不参加，其中最具影响力的、由恩里科·贝林格领导的意大利共产党，则公开支持团结工会。
在主要报告中，斯坦尼斯瓦夫·卡尼亚再次宣称要“与两种极端主义——修正主义和教条主义——作斗争”。他承诺继续与团结工会对话，并对教会的“明智克制”表示肯定。米奇斯瓦夫·拉科夫斯基发表了一篇“惊人大胆”的演讲，反对“教条主义、僵化和修正主义”。这些立场显然得到了大多数普通代表的支持。
与此形成鲜明对比的是塔德乌什·格拉布斯基的演讲——关于滥用职权调查委员会工作的报告。他提议对前领导人盖莱克的班子宽大处理，限制在谴责范围内，不对其成员采取严厉的纪律措施。这是保守派在此问题上的普遍立场：尽管在言辞上表现得极其批评，但在实际操作中却采取温和态度，以避免为权力阶层树立危险的先例。这种做法引起了会场的强烈不满：“这份报告太糟糕了，甚至没必要反驳！”随后，爱德华·盖莱克、彼得·雅罗谢维奇、爱德华·巴比乌赫、兹齐斯瓦夫·格鲁津、耶日·武卡谢维奇、塔德乌什·佩卡、塔德乌什·乌扎什奇克、扬·希德拉克以及兹齐斯瓦夫·让达罗夫斯基被公开驱逐出波兰统一工人党。
波统工党九大因其讨论自由度被形容为“自斯大林去世以来前所未有的”。在近两千名代表中，超过20%是团结工会的成员（几乎全是工人，占大会参与者的同等比例）。在代表小组（分组讨论）中，民主与自治的问题成为热门话题。保守派代表的受欢迎度不高，保守教条主义的发言，例如伊雷内乌什·卡明斯基的发言，遭到了强烈的抵制。未当选代表的弗谢沃洛德·沃乌切夫的幕后活动引发了丑闻，并招致调查。
然而，党内领导层总体上依然掌控着大会。与雅鲁泽尔斯基关系密切的意识形态官员马里安·奥热霍夫斯基（即将成为中央委员会书记）发挥了特别重要的作用。他仔细监督确保对教条主义的谴责与对修正主义的谴责并行，并强调对社会主义制度的忠诚。
中央委员会和第一书记实行交替选举。在选举党首时，斯坦尼斯瓦夫·卡尼亚和卡齐米日·巴尔齐科夫斯基之间的竞争在很大程度上是象征性的（卡尼亚如预期般获得了绝大多数选票）。但在中央委员会的选举中，各派系之间进行了实际的斗争。党内保守派在大会上遭受了重大损失。在中央委员会选举中，标志性人物如塔德乌什·格拉布斯基、米奇斯瓦夫·莫查、安杰伊·扎宾斯基、斯坦尼斯瓦夫·科乔莱克和《人民论坛报》总编辑维斯瓦夫·贝克均遭遇失败。格拉布斯基和莫查仅获得了次要职位，从此不再在政治上发挥重要作用。扎宾斯基和科乔莱克继续担任地区党委员会的领导，但他们的地位受到严重削弱；几个月后，两人都被解职并派往外交岗位。贝克则保留了总编辑的职务，但无法再独立开展政治行动。
人事变动的主要结果是军队指挥层和内务部领导层在党内地位的显著加强。得票最多的是雅鲁泽尔斯基将军，成为中央委员会成员的还有西维茨基将军（政治局候补成员）、基什恰克将军、乌尔班诺维奇将军和卢卡西克将军，候补中央委员则包括图恰普斯基将军、莫尔奇克将军、奥别津斯基将军以及海军上将扬奇申。卡尼亚在闭幕词中满意地指出：“这一次，我们选出了历史上最多的身着军装的同志。我们深信，在复杂的意识形态形势下，我军为保卫社会主义的战备状态具有巨大的意义。”这就是大会决策的核心内容。只因对“拉丁美洲军政府形象”的顾虑，中间派暂时没有让一位将军担任党的最高领导职务。然而，大会的结果明确展示了军队在党内权力结构中的主导地位的加强。
7月18日，新一届中央委员会组建了政治局。保守派中的代表斯特凡·奥尔绍夫斯基、米罗斯瓦夫·米莱夫斯基、阿尔宾·西瓦克和塔德乌什·波伦布斯基进入了党的最高机构。奥尔绍夫斯基继续担任意识形态和外交政策的负责人，保持其作为高级领导人之一的地位。米莱夫斯基被任命为中央委员会秘书，负责监督警察和国家安全事务。尽管这是明显的提升，但也有一个负面影响：内务部的直接领导权转交给了雅鲁泽尔斯基的亲密盟友基什恰克将军，这代表了另一个高级干部派系的崛起。负责教育事务的波伦布斯基则在幕后运作，紧跟奥尔绍夫斯基的步伐。然而，西瓦克的崛起尤为显著，他被定位为“反瓦文萨”人物。他的演讲成为了保守派的宣言。他呼吁遏制团结工会，阻止建立生产自治以及扩大农场主权利（他批评这些会导致“股份公司的推广和农村贫困的出现”），并提议为“反共反动运动的受害者”立纪念碑（与纪念1970年12月在格但斯克抗议活动中丧生工人的纪念碑相对立）。
总体而言，对波统工党九大结果的评价是矛盾的。苏共中央书记伊万·卡皮托诺夫在与东德国务委员会副主席保尔·维尔纳的谈话中总体上表示满意，但同时也表达了对卡尼亚和雅鲁泽尔斯基政策的不满，并对格拉布斯基和扎宾斯基的失败感到“震惊”。昂纳克在致勃列日涅夫的机密信件中，忧心忡忡地提到了像社会学家希希耶罗尼姆·库比亚克、矿工耶日·罗马尼克、制革厂领班佐菲娅·格日布这样的团结工会和劳工保护委员会的支持者被选入波统工党中央委员会，甚至进入了政治局。东德领导层曾力推奥尔绍夫斯基担任波统工党中央第一书记，但勃列日涅夫暂时决定让卡尼亚继续留任。
在波兰统一工人党内部，保守派领导人公开表达了对大会“软弱无力”决议的不满和愤怒。这些情绪在由科乔莱克主持的七月华沙省委员会全会上得到了官方体现。甚至有人攻击雅鲁泽尔斯基，称他“对任何事都无动于衷，像个沉睡的狮身人面像”。全会的参与者要求“真正军官的铁腕领导”，呼吁对团结工会进行“先发制人的进攻”，并建议“立即逮捕所有反社会主义分子”。波统工党中央社会科学院的党委书记扬·索布恰克公开批评卡尼亚“防守不力”，并要求进行大规模镇压。在大会结束一个月后的与德国统一社会党代表的机密谈话中，科乔莱克甚至主张用直接的军事暴力镇压团结工会，即使这需要“几千人的牺牲，但能避免血流成河”。

### 冲突酝酿

#### 九月转折
尽管波统工党九大上做出了形式上妥协的决定，但国内的对抗却愈发激烈。社会经济状况迅速恶化，政府明显表现出通过牺牲民众利益来进行稳定的意图。（尤其是卡托维兹省第一书记扎宾斯基——他以个人财富和腐败而闻名，明确反对提高矿工工资和实施周六休假。）因此，团结工会继续进行抗议行动、罢工和示威。
1981年9月成为波统工党向保守派最终转变的分水岭。月初召开了中央委员会的全体会议，表面上讨论经济改革的问题。然而，会议的基调由保守派的代表所设定，尤其是由扎宾斯基领导的卡托维兹代表团。卡尼亚和巴尔齐科夫斯基遭到了来自斯大林主义立场的空前攻击。政治局候补成员扬·格洛夫奇克谈到“冷酷算计的反社会主义反对派”，并指出在九大上他们并未受到反击。中央委员会成员安杰伊·亚努斯呼吁基什恰克将军“下达命令并赋予警察和安全部队权力，以便他们不怕走上街头”。反对保守、强硬的言辞在一两个月前仍然有效，但如今已失去了效力。出于对失去权力的恐惧，官僚机构转向了保守派的立场。
1981年9月5日——10月5日，团结工会一大在格但斯克举行。大会分为两个阶段。莱赫·瓦文萨被选为团结工会主席。他凭借温和的纲领战胜了激进的反共派代表——马里安·尤尔奇克、安杰伊·格维亚兹达和扬·鲁莱夫斯基。在大会开幕式上，工会事务部长斯坦尼斯瓦夫·乔塞克发表了欢迎辞。他宣读了副总理米奇斯瓦夫·拉科夫斯基的致辞，声明了愿意合作的态度。
大会的文件和瓦文萨的发言保持了妥协的基调。并没有提及波统工党下台或波兰退出华约的问题。然而，大会上通过的自我管理共和国和社会多元化的纲领却不给党治留任何空间，因此对于官僚机构来说是不可接受的，更不用说保守派了。尤其是在围绕大会通过的《致东欧劳动者的呼吁》的辩论中，这种立场的不可调和性表现得尤为明显。
在团结工会一大的前几天，华约在波兰人民共和国境内组织了西方-81演习，波兰军方由莫尔奇克将军代表参与指挥。苏联、东德和捷克斯洛伐克正式向波兰人民共和国外长约泽夫·奇雷克表达了“关切”。越南共产党官方媒体称团结工会是“中情局的分支机构”。昂纳克与菲德尔·卡斯特罗讨论了波兰的局势，两人得出结论：“波兰统一工人党无法控制局势”，并认为武力对抗不可避免。8月，卡尼亚和雅鲁泽尔斯基被召到勃列日涅夫在克里米亚的别墅，听取了严厉的指责。会谈记录被发送给所有华约成员国的领导人。9月15日，勃列日涅夫在与卡尼亚的电话交谈中发出了最后的警告。
团结工会一大的结果成为波统工党中央政治局特别讨论的议题。卡尼亚突然改变了言辞，开始谈论组建党的“自卫队”。雅鲁泽尔斯基也将即将发生的“极端行为”归咎于团结工会。秘书处办公室的负责人兹比格涅夫·雷古茨基被免职，他被认为是“克拉科夫自由派”之一，并为更倾向保守派的安杰伊·巴日克取代。军事内务部向雅鲁泽尔斯基提交了简报，显示军官团坚定支持镇压团结工会。“爱国联盟“格伦瓦尔德”的活动分子公开呼吁进行军事政变。
1981年9月9日，西维茨基将军召开了总参谋部会议，会上他通报了可能实行戒严的情况。9月13日，波兰人民共和国部长会议国防委员会召开会议，基什恰克将军在会上宣布“军事威胁状态”，雅鲁泽尔斯基将军对此表示同意，戒严问题被纳入议程。军方的态度与党内的保守派一样强硬。军官们已经开始对政治权力产生兴趣。即便曾经是团结工会成员的普通士兵，在军营环境中也被置于严格的纪律之下，并接受了密集的思想灌输。9月未能实施戒严，仅仅是因为卡尼亚的强烈反对，他在当时仍是波兰统一工人党的领导人，并拥有决定性的发言权。
1981年9月16日，波统工党中央政治局再次召开扩大会议。保守派再次展示了他们的态度。几乎所有党内高层成员现在都将团结工会视为敌对且危险的力量。卡尼亚倾向于采取压制性措施。巴尔齐科夫斯基将团结工会形容为反对党。科乔莱克和西瓦克指责团结工会对波统工党成员进行“恐怖行动”。奥尔绍夫斯基、齐普雷尼亚克，甚至是自由派的瓦本茨基都指责团结工会组建了“工会突击队”（这一行为主要归咎于鲁莱夫斯基和尤尔奇克；尽管工会突击队仅存在于比得哥什和什切青，行动也仅限于维持集会秩序）。米莱夫斯基、基什恰克和格洛夫奇克表示准备进行武力对抗。甚至团结工会成员罗马尼克也承认，“波统工党已没有退路了”。
对话、妥协和政治解决的手段已经几乎被放弃。政治局以对抗的语气发布了声明，题为《反对政治冒险及破坏社会主义国家的企图》。9月25日，波兰人民共和国众议院通过了《自治法》和《国营企业法》，这些法律带有明显的反工会内容。基什恰克将军下令让公民民兵队伍进入戒备状态，斯塔胡拉将军则开始组建特别小组，负责进行预防性逮捕、护送和看守拘禁营地的工作。
在有限的范围内，波统工党开始向亲近其的积极分子分发武器，总共武装了7768人。卡托维兹的局势尤其紧张，扎宾斯基预见到可能发生激烈的冲突，向军区请求了50辆坦克以保护党的设施。在克拉科夫，省党委第一书记克雷斯滕·东布罗瓦（此人之前被认为是自由派）组建了特别队伍，负责清除街头团结工会的宣传材料。在什切青，省党委成立了一个突击队。在华沙，党委组织了党员与退伍军人和军官的会面，目的是学习战斗经验。雅鲁泽尔斯基向内政部和中央委员会秘书处下达了任务，要求通过“瓦解行动”来“削弱、瘫痪和摧毁团结工会”。
到了9月份，保守派与中间派之间的界限几乎消失了：波统工党整体上转向了强硬的保守派立场，并倾向于将政治权力交给军方。保守派的领导人虽然没有占据党和国家的最高职位，但政治路线已经完全由他们的意识形态所决定。

#### 准备军事独裁
1981年10月—11月及12月初，是党政机构加速为实施戒严做准备的时期。为了这一目标，波统工党进行了多项结构性、组织性、意识形态以及宣传活动。党的主要方针转变为“秩序”和“安全”，这些成为了行动的核心目标。
自1981年10月1日起，波兰各城市，尤其是华沙，开始实施军队巡逻。共计1330名隶属于军事内务部的士兵参与其中。10月26日，军方成立了“地方作战小组”。表面上，这些巡逻队和作战小组的任务是打击普通刑事犯罪和投机行为，确保民众的日常供应。然而，实际上它们是军方施加压力、进行控制和收集情报的工具。根据国家特别计划《国家的社会政治与防务问题》，数百名军官与市民举行会面，以强制性的方式阐述波统工党的立场。政府试图逐渐让民众习惯军队的日常存在。
保守派的社会组织进行了结构性重组。最大的几个组织——首先是沃乌切夫的卡托维兹论坛、马耶恰克的波兹南共产主义论坛、卡明斯基的什切青共产主义运动——停止了独立活动，改为波统工党相关委员会下的“马克思列宁主义研讨会”。这些团体仍是保守派的先锋力量，但现在只按党的指令行事。之前公开的斯大林主义者与官方职能人员之间的意识形态分歧逐渐消失。塔德乌什·格拉布斯基，尽管不再正式担任党的职务，向德国统一社会党中央政治局成员赫尔曼·阿克森求助，寻求技术支持，用于举办“揭露敌人的论坛和俱乐部”。东德政府对此请求作出了回应。
在官方宣传中，二战的历史愈发频繁地被利用。团结工会默认与纳粹德国的占领者等同，尽管波统工党实际上与东德保持着密切联系。在波兰各地散发的传单充满了斯大林主义内容，呼吁建立雅鲁泽尔斯基的军事独裁，打击团结工会以及“波统工党中的外国代理人”（后者主要指库比亚克、拉科夫斯基和巴尔齐科夫斯基）。这些传单通常以虚构的组织名义发表，例如“新波兰共产党”或“社会主义祖国保卫运动”（ROSO）。一些文本甚至引起了雅鲁泽尔斯基的愤怒。大多数情况下，这些呼吁来自党内机构。例如，ROSO背后是与科乔莱克关系密切的华沙委员会书记亚努什·巴尔奇以及前政府宗教事务办公室主任卡齐米日·孔科尔。
1981年10月13日，波统工党华沙省委员会的会议演变成了一场针对党内领导层，尤其是卡尼亚的“审判”。发言者们要求毫不妥协地捍卫马克思列宁主义原则，特别是党的领导地位，并以西瓦克为榜样。科乔莱克和支持他的奥尔绍夫斯基推动了对第一书记的前所未有的激烈批评，指责他在团结工会的“侵略”面前投降，做出了对教会的“不合理让步”等等。卡尼亚被公开称为“没有威信的领导者”，“正在削弱党的地位”。
1981年10月18日，波统工党中央全会投票通过了斯坦尼斯瓦夫·卡尼亚的辞职决定，由沃伊切赫·雅鲁泽尔斯基接任。这次被称为“斯坦尼斯瓦夫的牺牲”的事件，成为保守派的最大人事胜利。新任第一书记受到了奥尔绍夫斯基、科乔莱克、米列夫斯基和格拉布斯基等人的热烈欢迎（西瓦克对雅鲁泽尔斯基的言辞不够强硬感到不满）。雅鲁泽尔斯基将党内第一书记、部长会议主席和波兰国防部长三个职务合并，军事独裁的趋势变得昭然若揭。

#### 冲突渐起
在政治环境日益紧张的背景下，社会开始陷入抑郁、冷漠和愤世嫉俗的情绪中，普通犯罪率急剧上升。暴力事件频发，有时甚至超过了合法界限。1981年9月25日，在华沙的哈拉·卫队警察体育中心，几近发生了公民民兵工会成员与派来平息冲突的公民民兵机动预备队之间的对抗。10月20日，在卡托维兹最大的钢铁厂卡托维兹冶金联合企业发生了一场“小型政变”：来自原卡托维兹论坛（现为“马克思列宁主义研讨会”的一部分）的保守派成员占领了工厂党组织的办公室，该党组织倾向于与团结工会进行对话。这些激进分子要求采取“坚定的社会主义立场”，要求与团结工会毫不妥协地对抗，并要求罢免库比亚克、拉科夫斯基和巴尔齐科夫斯基，呼吁塔德乌什·格拉布斯基重返党的领导层。在卡托维兹，他们得到了省委第一书记扎宾斯基和书记安杰伊·尤尔恰克的支持，在华沙则得到了奥尔绍夫斯基和米莱夫斯基的支持。然而，工厂内的大多数党员支持“机会主义的”党组织，并与激进派展开了激烈的辩论，最终发展为肢体冲突。激进的“研讨会”成员不得不撤退。
卡托维兹省一直是一个冲突极其激烈的地区。以扎宾斯基为首的省党委员会是保守派的先锋力量。持同样立场的还有警察指挥官格鲁巴上校以及地方安全局局长齐格蒙特·巴拉诺夫斯基上校。另一边，安杰伊·罗兹普霍夫斯基和斯特凡·帕尔卡领导的卡托维兹和西里西亚-栋布罗瓦的工会中心则是团结工会激进派的堡垒。早在1981年春季，该地区就已经出现了肢体冲突和对工会活动人士的袭击事件，表明了这里紧张局势的升级。
1981年10月27日，索斯诺维茨矿区发生了一起毒气泄露事件——一种不明物质从一辆不明车辆中被喷洒出来，导致60多名矿工被送往医院治疗。团结工会的活动人士指责这是由埃德蒙·佩雷克少校领导的特种部队所为。然而，格鲁巴上校声称，这次袭击可能是由原卡托维兹论坛的成员或来自东德或捷克斯洛伐克的特工策划的。此事件引发了矿工与当局的严重冲突，罢工者在沃伊切赫·菲盖尔的领导下组建了一支“秩序维护小组”。波兰和苏联的官方宣传随即将罢工的矿工称为“波兰红卫兵”，苏联《文学报》还发表了一篇相关的长篇报道，对罢工者进行了强烈批评。
社会暴力的明显升级进一步刺激了团结工会和其他反对派组织的激进程度。即使在工会的第一次代表大会上，也出现了专注于地下斗争的右翼民族主义派系，如帕维尔·涅兹戈斯基领导的“真正波兰人”和沃伊切赫·齐宾斯基领导的“独立服务俱乐部”。扬·鲁莱夫斯基建议继续组建“工作巡逻队”以维护秩序。10月25日，马里安·尤尔奇克在切比亚图夫的一家家具厂发表了一场激动人心的演讲，他甚至提到可能会对党的高层处以绞刑（这件事后来被立案调查）。11月11日，波兰国家独立日当天，独立学生会与右翼民族主义组织独立波兰联盟联合举行了军装示威活动。尽管这些言论大多停留在口头和象征性的层面上，官方宣传却极力将其夸大，宣传保守派的观念，并不断强调“团结工会的恐怖主义威胁”，以此来抹黑反对派力量。
1981年11月24日至12月2日期间，发生了规模最大的一次冲突。华沙高等消防学校的学员们宣布罢课，这一行动得到了团结工会马佐夫舍分部的支持，领导人是激进的反共人士塞韦伦·亚沃尔斯基，以及公民民兵工会的活动家伊雷内乌什·谢拉尼斯基。这一事件迅速演变为全国性的重要政治运动。然而，其最终被ZOMO特种部队镇压，镇压过程中甚至动用了直升机。

#### 戒严之前
12月3日，团结工会全国委员会主席团的紧急会议在拉多姆召开，讨论在实施紧急状态和禁止罢工的情况下的应对计划——此类信息已在全国范围内流传。会议决定，如发生紧急状态，将发起24小时抗议罢工，并计划转向无限期的全面罢工。会议上，扬·鲁莱夫斯基提出对雅鲁泽尔斯基政府表达不信任，并着手组建临时政府。团结工会主席瓦文萨遗憾地承认冲突的不可避免性。他的激进派反对者则表达了工会群众的立场，要求积极反抗政府（塞韦伦·亚沃尔斯基甚至直接威胁瓦文萨，称若他放弃决议，将面临严重后果）。
在这次会议上讨论的所有内容均被秘密录音并由国家安全局第五处转交给党报发布。随后，保守派的宣传开始指责团结工会计划“摧毁党”，并要求政府采取先发制人的行动。在与东德大使的谈话中，格拉布斯基指责雅鲁泽尔斯基“软弱且优柔寡断”，主张将权力移交给米莱夫斯基或奥尔绍夫斯基。党报甚至声称团结工会在企业中建立了武装小组。然而，当政治局成员库比亚克质询具体证据时，内政部副部长斯塔胡拉将军不得不承认，仅有“武装的迹象，但尚未发现具体证据”。
1981年12月10日，波兰统一工人党中央书记处批准成立政治保卫部队（OPO），该力量由党内积极分子、预备役军官和士官组成。名义上，OPO被编入公民民兵志愿预备队（ORMO）系统，但实际上有独立的指挥体系，并直接隶属于波统工党委员会的组织部门。中央书记莫日什恰克签署了一封指导信，分发给相关组织。OPO的总体规模设定为6万人，进一步加强了对社会的军事管控和对反对势力的压制。
1981年12月11日—12日，全波兰团结工会委员会在格但斯克召开会议，确认了拉多姆会议的决定，并表示愿意在政府放弃暴力手段后进行谈判。然而，波统工党（和苏共）将这一声明解读为“关于立即公开对抗和发动全民罢工，并将其演变为起义的决议”。这一解读为党内保守派提供了发动军事政变的必要借口，进一步推动了波兰政局的恶化。
1981年12月12日上午，波兰领导层最终决定实行戒严。出席会议的将军有：沃伊切赫·雅鲁泽尔斯基、切斯瓦夫·基什恰克、弗洛里安·西维茨基和米哈乌·亚尼谢夫斯基。随后，米罗斯瓦夫·米莱夫斯基、博古斯瓦夫·斯塔胡拉和尤金纽斯·莫尔奇克也加入了讨论。前四位将领仍然犹豫不决，而后来的三位，特别是代表保守派和国家安全部门的米莱夫斯基，则坚决主张实施镇压。基什恰克逐渐倾向米莱夫斯基的立场，最终促使雅鲁泽尔斯基下达了命令。最终决策的主要理由是收到关于“反共起义”的消息，即华沙团结工会计划于12月17日发起的示威活动。

### 军政府之下

#### 政治结构
1981年12月13日，波兰实施了戒严。权力转移给由雅鲁泽尔斯基将军领导的救国军事委员会。军事专员被派往各地区和关键企业，他们被赋予了全面的权力。反抗被ZOMO和军队镇压。重大的事件发生于乌杰克煤矿（九名罢工者被杀）、格但斯克和什切青的造船厂、皮亚斯特煤矿、七月宣言煤矿、卡托维兹冶金厂以及诺瓦胡塔冶金厂。12月17日，数万人的示威被镇压，这标志着新政权的巩固。
官僚系统的权力系统变得更为复杂：除了波统工党和国家部门、惩罚机构外，现在还出现了一个以救国军事委员会为中心的垂直军事管理结构。军事专员和军区指挥官被置于党的机构、地方和经济管理、警察指挥部之上。在行政政治领域，社会重新恢复了对官僚体系的完全服从。在经济方面，国家中央集权的趋势加剧，生产中的军事纪律也得到强化，以“打击投机和寄生虫”为名，私营部门受到冲击。针对在波兰经营的合资企业的言辞尤其严厉。在信息和意识形态领域，建立了严格的审查制度，并进行大规模的宣传。
波统工党中央政治局不再是波兰最高权力的唯一中心。但救国军事委员会也并非主要的决策机构。在权力的顶端存在一个非正式团体——“督政府”。在戒严期间，“督政府”成员包括：沃伊切赫·雅鲁泽尔斯基、切斯瓦夫·基什恰克、弗洛里安·西维茨基、米哈乌·亚尼谢夫斯基（来自军方）、米罗斯瓦夫·米莱夫斯基、卡齐米日·巴尔齐科夫斯基、斯特凡·奥尔绍夫斯基、米奇斯瓦夫·拉科夫斯基（来自党）。“督政府”中只有两个成员——米莱夫斯基和奥尔绍夫斯基——直接与保守派相关。他们在军队和救国军事委员会中的主要支持者是莫尔奇克将军和巴里拉将军，在内务部则是斯塔胡拉将军和恰斯通将军。
最高领导层中形成了强大的保守派集团。米罗斯瓦夫·米莱夫斯基负责与党相关的警察和国家安全机构。斯特凡·奥尔绍夫斯基则控制着意识形态机构和媒体。他们的助手包括负责组织事务的秘书沃齐米日·莫日什恰克和中央委员会组织部负责人卡齐米日·齐普雷尼亚克，这两人管理着党的机关。阿尔宾·西瓦克以“民众”的身份，最激烈地表达了保守派的立场，并与高层中的对立者进行公开辩论。约泽夫·巴里拉负责军方宣传系统。尤金纽什·莫尔奇克是雅鲁泽尔斯基在国防部的副手，也是华约联合武装力量的副指挥官，与苏联国防部保持着持续联系。另一位救国军事委员会成罗曼·莱希中校负责老兵组织——这是保守派的重要社会基础。博古斯瓦夫·斯塔胡拉协调镇压机构。安全局局长瓦迪斯瓦夫·恰斯通、内务部第三局局长亨里克·瓦尔琴斯基、内务部第四局局长泽农·普瓦泰克、内务部第五局局长约泽夫·萨辛直接领导着政治镇压。然而，几乎所有的党、国家和军警领导人——包括相对“温和”的沃伊切赫·雅鲁泽尔斯基、切斯瓦夫·基什恰克、弗洛里安·西维茨基、卡齐米日·巴尔齐科夫斯基、米奇斯瓦夫·拉科夫斯基、塔德乌什·图恰普斯基、约泽夫·贝姆——在这个阶段都秉持着保守派路线。
团结工会最初被事实上禁止，随后又被正式取缔。罢工、示威和反对派组织都根据战时法律受到镇压。约有一万人被安全局和警方拘留，关入拘留营或被捕（与反对派活动家一起，还有37名盖莱克时期的前党和国家领导人被拘捕）。政府实施了军事审查制度，基本行业的工人被宣布服兵役，违抗者按军队条例处理。大规模镇压瓦解了拥有数百万成员的工会运动。政治斗争以地下工会和其他秘密活动形式重启，期间几次发生公开抗议。地下成员受到恰斯通将军领导的国家安全局的打击，示威者则面对贝姆将军指挥的警察和ZOMO的镇压。1982年5月和8月的团结工会示威遭遇武力镇压：5月3日导致四人死亡，8月31日有八人丧生。自1982年秋天起，公开的大规模抗议基本停止。
军事宣传系统在巴里拉将军的领导下发挥了重要作用。在其中，保守派的影响尤为突出。宣传以国家、秩序和安全的崇拜为基础，赞颂军队为“拯救国家”所做的贡献。宣传重点强调，戒严状态避免了“对党成员的血腥恐怖和破坏性的内战”。相关主题与二战以及波兰共产主义反纳粹抵抗运动相联系。团结工会被描绘成外国（通常指美国和西德）的代理人，罢工者的形象（戴矿工安全帽的“暴徒”）与中世纪的条顿骑士和罗纳德·里根相提并论。《人民论坛报》的编辑贝克表示，戒严状态下的秩序应一直持续，直到“波兰人彻底忘记‘团结工会’这个词”。

#### 社会基础
保守派的社会基础开始显现。从12月13日起，年长的民众涌向各级党委，表示愿意“捍卫社会主义”。众多波兰工人党老兵、前安全局成员（其中不少在1956年后因滥用职权被解雇）、自由民主斗士协会成员以及先前盖莱克时期的技术官僚纷纷报名加入政治保卫部队。在科沙林，党委组织了一群意识形态坚定的退休人员，他们负责撕下“团结工会”的标语，追踪“投机者和酒鬼”。波兰青年共产主义联盟的活跃分子组成了协助军方巡逻的队伍，查找“不忠诚”分子，并几次报告成功阻止了计划中的罢工行动。然而，这种行动有时也会引发反抗——在卢布林，波兰青年共产主义联盟的成员曾遭到不明身份人士的殴打。
然而，这些人在华沙、波兹南和克拉科夫的活动仅具有象征性意义。组织者遗憾地发现，这些曾在1940年代后期战斗的老兵中几乎没有年轻人。几个月后情况更为明显：军队、警察和国家安全机关根本不需要政治保卫部队的协助。这些队伍被并入公民民兵志愿预备队后基本处于闲置状态。波兰青年共产主义联盟因“傲慢”而被雅鲁泽尔斯基亲自下令解散，大多数失望的积极分子逐渐退出了这项活动。
当局推动在企业和居民区成立“救国公民委员会”（OKON）。其成员主要是年长的共产党人。他们的任务是识别不可靠人士，并进行“入户宣传”，支持波统工党和救国军事委员会。到夏季，OKON的成员人数几乎达到了13万人。负责监督OKON的工作成为保守派的一个重要任务，该计划由米莱夫斯基负责。然而，OKON的效率非常低，仅仅是在模拟公众对政权的支持。1983年5月，由作家扬·多布拉钦斯基领导的民族复兴爱国运动成立了，该组织旨在成为波统工党的群众支持基础。民族复兴爱国运动的章程甚至被纳入了波兰人民共和国宪法。然而，这个运动也仍然是被动地模仿，和雅鲁泽尔斯基的大多数机构倡议一样。

#### 党内清洗
波兰统一工人党的政治垄断、马克思列宁主义的意识形态垄断以及国家对社会的全面控制得以完全恢复。这符合保守派的纲领，他们对戒严表示欢迎。然而，这一社会政治集团的成功并不意味着其每个成员的个人成功。保守派的纲领在落实过程中，并未涉及到许多它的倡导者。
在新政权体制下，党务机构在很大程度上被军方排挤。在救国军事委员会中没有任何党务官员。地方上的军事专员经常无视党组织，并与之发生冲突，例如发起对权力滥用和腐败的调查；而党务人员则不满军方的专横行径，抱怨军人酗酒、行为粗暴，以及缺乏民政管理的能力。借用同时期在另一半球发生的类似事件的说法，党务人员指责军方把波兰人民共和国变成了“新的萨尔瓦多”。
在1982年，雅鲁泽尔斯基对党内进行了大规模的人事清洗。在戒严期间，波统工党总人数减少了近15%。与团结工会有联系的成员以及水平结构派的活动家被逐出党内，一些被视为不可靠的党组织也被解散。然而，雅鲁泽尔斯基的出身背景并不属于保守派。因而他提拔了其他官僚团体，尤其是军队出身的成员。在党务系统中，他倾向于扶持像巴尔奇科夫斯基和拉科夫斯基这样的中间派。
雅鲁泽尔斯基进行清洗的工具是他的禁卫军——军事内务部，该组织掌握着大量的把柄，有着强大的幕后影响力。那些尤为臭名昭著、野心勃勃的保守派人物被排挤出权力中心。在卡托维兹，雅鲁泽尔斯基撤掉了扎宾斯基的职务，并任命自己的温和派支持者兹比格涅夫·梅斯内尔接替他。在华沙也爆发了严重的政治冲突。尽管科乔莱克在党务系统中有着强势地位，并得到了苏联和东德的支持，但雅鲁泽尔斯基依然坚持让他下台，并由经济专家马里安·沃兹尼亚克接任。起因是5月3日的冲突——科乔莱克作为第一书记，被认为“未能有效处理局势”并被追责。同时，他被描述为“脱离实际、缺乏主动性的理论家，庇护着‘办公室帮’，导致首都党组织的状况糟糕透顶”。与此同时，华沙80也停止了活动。
名义上，扎宾斯基和科乔莱克仍然留在公务员体系中：前者被安排到外交部，后者担任驻苏联大使。然而，他们都已失去了政治影响力。
保守派组织的活动几乎完全被停止，包括之前的卡提维兹论坛、什切青共产主义者运动、波兹南共产主义者论坛及其他几十个组织。卡托维兹的马列主义保守派领导人沃乌切夫曾期望雅鲁泽尔斯基和救国军事委员会在镇压团结工会后会将权力移交给保守派思想家，但他的希望被彻底击碎。沃乌切夫被剥夺了参与实际政治的权力，并收到了第一书记梅斯内尔和省长罗曼·帕什科夫斯基的明确警告。参与沃乌切夫组织的人员被解除了意识形态职务，只有那些证明对雅鲁泽尔斯基完全忠诚的人才得以继续留在党内。前卡托维兹论坛成员的最后行动是集体致信兹比格涅夫·梅斯内尔，保守派在信中抱怨“心理恐吓”，并强调他们过去的所有活动都是与扎宾斯基、奥尔绍夫斯基、西瓦克和卡尼亚协商一致的。他们甚至在寻找工作时遇到了困难，不得不向史塔西的代表寻求帮助。省军区司令部司令官扬·拉扎尔奇克将军下令对沃乌切夫及其追随者进行严格监控，并禁止与他们进行任何解除。
在保守派组织中，只有爱国联盟“格伦瓦尔德”、波兰青年共产主义联盟和社会政治知识俱乐部“现实”保留了合法地位。自1982年1月4日起，“现实”俱乐部由塔德乌什·格拉布斯基直接领导，他当时正式担任的只是一个无关紧要的职务，即波兰驻东德的贸易代表。这些组织被认为在忠诚上毫无问题，甚至没有提出任何理论上的替代方案。“格伦瓦尔德”代表尤其激烈地要求禁止外国公司在波兰的存在。波兰青年共产主义联盟代表则提出了类似于中国“文化大革命”的口号，例如“抛弃民事法律的琐碎规定，没收大户住宅，取缔过高收入”，并建议将“鼓动性强的学生”替换为工农出身的青年（尽管并未涉及对富裕官员的任何限制）。
波兰青年共产主义联盟的成员主要是出身于干部阶层的“金色青年”，他们作为ORMO的辅助小组活动，期待通过这种方式加速自己的职业发展。他们负责进行宣传，组织公众见面会，并在街头巡逻。期间曾发生过几起青年共产主义联盟成员与青年反对派之间的肢体冲突。斯特凡·奥尔绍夫斯基曾试图对该组织提供支持，但由于雅鲁泽尔斯基态度冷淡，该组织也在1982年春季被解散。其领导人达切夫斯基随后迅速退出组织，理由是自己已超过了“共青团员”的年龄。

#### “‘现实’现象”
保守派的附属组织中政治上最活跃、组织结构最完善是“现实”俱乐部。该组织由曾经位高权重的塔德乌什·格拉布斯基领导，他在党内的广泛联系为协会提供了相当大的影响力。协会的第二领导人是颇具影响力的记者、安全局特工雷沙尔德·贡塔尔兹。格拉布斯基成功地聚集了一批对其忠诚的支持者，后者视其为“共产主义者的最后希望”。“现实”俱乐部不仅被视为一个保守派团体，还被视为格拉布斯基重返政治和权力中心的计划。
格拉布斯基呼吁加强波兰统一工人党的活动，以压制“反革命余孽”，巩固党的意识形态，确保其遵循马克思列宁主义的立场。他认为，“1981年12月13日的打击效果并未得到充分利用”。格拉布斯基鼓励活动分子与波统工党委员会和军事委员会的专员合作。同时，他在公开演讲中甚至允许对当局进行谨慎而隐晦的批评，提及如拉科夫斯基和库比亚克等人物。许多“现实”俱乐部的活动分子则持有更为保守的立场，认为雅鲁泽尔斯基的派系过于宽容和妥协。
该组织在全国各地的党组织中拥有活跃的小组，拥有可观的资金，甚至支持与苏联、东德、捷克斯洛伐克、匈牙利、保加利亚、叙利亚和利比亚等国的大使馆建立自己的外部联系。他们发表了公开的政治声明，包括对国际问题的表态（例如，谴责以色列在第五次中东战争及整个阿以冲突中的行为）。 “现实”俱乐部的发言与叙利亚官方立场的明显一致，引发了对其财务关系的调查（据报道，叙利亚大使馆为贡塔尔兹购置了一辆汽车）。为此，贡塔尔兹不得不在给米莱夫斯基的特别信中做出解释。
人们严肃讨论了在“现实”俱乐部的基础上建立“新共产党”的前景——尽管格拉布斯基和贡塔尔兹都否认了这样的意图。这导致了当局对该组织的显著压力。奥尔绍夫斯基作为中介进行调解，他对《现实》周刊进行了人员更换。随后，奥尔绍夫斯基促使该刊物（面向救国军事委员会）与包括对雅鲁泽尔斯基政权不满的极端共产主义激进分子在内的组织保持距离。苏共中央书记处、社会国家共产党关系部部长康斯坦丁·鲁萨科夫也劝说格拉布斯基避免批评当局，即使是从正统马克思主义的立场出发。格拉布斯基试图与基什恰克商定将“现实”置于内务部的正式指导之下，然而基什恰克建议他寻求米莱夫斯基的意见。米莱夫斯基则也选择对这个问题保持距离。随后，安全局发布了禁令，禁止员工参与此类倡议。格拉布斯基向雅鲁泽尔斯基的请求没有得到回应。
1982年12月18日，波统工党中央政治局通过决议，认为“不宜存在违反党的意识形态、政治和组织统一的组织”。这不仅涉及到“自由派”，也包括保守派组织。最后，“现实”俱乐部于1983年1月30日被解散。救国军事委员会、波统工党的领导人、波兰人民共和国政府以及雅鲁泽尔斯基将军个人都不容许任何对其权力的可怕替代方案。相比团结工会，这些保守派组织显得更加脆弱，因为他们不允许自己进行地下活动（除了极边缘化的组织，比如米雅尔的共产党或普沃茨克的“自由共产党”，这些组织很容易被安全局处理）。沃乌切夫的假设，即雅鲁泽尔斯基的政权会崩溃，从而为真正的马克思列宁主义者铺平道路，显得极其天真。尽管在意识形态上对保守派有所同情，苏联领导层还是将赌注押在真正控制局势的雅鲁泽尔斯基身上。

#### 冲突激化
雅鲁泽尔斯基宣布实施戒严，不仅是为了压制团结工会，也是在苏联的压力下做出的决定。而第三个重要原因是他对保守派发动党内阴谋的担忧。奥尔绍夫斯基、米莱夫斯基和扎宾斯基等人声称有权掌握最高权力，这让他特别怀疑。在与他们的冲突中，雅鲁泽尔斯基能够依靠的是军队资源以及党的自由派和务实派。
扎宾斯基和科乔莱克的边缘化严重削弱了保守派的影响力。不满情绪不仅来自古怪的西瓦克，也来自经验丰富的政治家奥尔绍夫斯基。斯捷潘·奥尔绍夫斯基在1982年7月辞去了中央委员会意识形态书记的职务，由马里安·奥热霍夫斯基接任。意识形态机构和媒体的控制权从奥尔绍夫斯基移交给了雅鲁泽尔斯基。尽管奥尔绍夫斯基仍身居高位——他依然是政治局成员，并再次被任命为波兰人民共和国外交部长，但雅鲁泽尔斯基显然决定逐步消除这个危险的最高权力竞争者。同时，米莱夫斯基的地位也逐渐减弱——雅鲁泽尔斯基通过内务部长基什恰克直接控制惩罚机构，而不是通过中央委员会秘书的渠道。
与此同时，党内维持了政治平衡。除了扎宾斯基和科乔莱克，被免职的还有一些知名的党内自由派。在格但斯克，塔德乌什·费什巴赫被军事情报秘密人员斯坦尼斯瓦夫·贝伊盖尔替代；在波兹南，爱德华·斯克日普恰克被卢卡西克将军接替。两位接任者都是带有明显军队倾向的保守派。在克拉科夫，克里斯滕·栋布罗瓦的职位由偏向保守派的约泽夫·加耶维奇接任。不久在奥尔绍夫斯基之后，中央委员会的自由派库比亚克也被罢免。
保守派人员的重要补充是年轻的政治学记者瓦尔德马尔·斯维尔贡，他于1980年底开始担任农村青年联盟的主席（当时相当于农村地区的“共青团”）。1982年10月，尚未满三十岁的斯维尔贡成为波统工党中央委员会的青年政策秘书。最初，他得到了拉科夫斯基的支持。然而，在意识形态上，斯维尔贡与奥尔绍夫斯基的关系更为密切。他的政策被形容为“将斯大林主义与西方社会技术相结合”。
在戒严令实施不到一年后，雅鲁泽尔斯基开始发表一些保守派派消极看待的言论。1982年11月20日，他的讲话引起了广泛关注。在这次讲话中，雅鲁泽尔斯基引用列宁的话，提到“左派的老年病”——这显然是指奥尔绍夫斯基的意识形态立场（尽管他并不老）。然而，保守派的领导者们并没有在执政的“督政府”内进行直接冲突。对抗发生在较低的层面。最常受到攻击的对象是副总理拉科夫斯基，他负责政府中的工会事务。他被视为各种“自由化”项目的发起者。而波统工党中央委员会秘书莫日什恰克则对此立场表示强烈反对，他代表着保守派的观点。
关于国家与天主教会关系的冲突引起了公众的关注。拉科夫斯基和库比亚克提出了一些放宽措施，以便正常化关系（尤其是将波兰的国际明爱交给教会自主管理）。然而，莫日什恰克准备了一份报告，坚决主张对教会活动实施严格限制，以排除教会对政治的干预。最终，这个问题被搁置了。
保守派倾向于尽可能延长戒严状态；而自由派领导人认为，团结工会的威胁已经消除，军事控制已不再必要，因此有必要进行一些改革，以扩大党的统治基础。逐渐，领导层“督政府”的核心成员——雅鲁泽尔斯基、基什恰克、西维茨基也倾向于第二种立场。全国范围内对保守派的普遍拒绝排除了有效的政治抵抗的可能性。1982年12月31日，戒严措施被暂停。1983年7月22日，戒严完全解除。

### 倒台清算
在正式进行“正常化”的情况下，保守派的代表们努力维护党的统治体系，不允许出现任何显著的变革。雅鲁泽尔斯基及其支持者制定了远大的社会操控计划。这些立场彼此不兼容。对于权力职位和影响领域的争夺变得更加激烈。冲突仅因对不稳定局势的担忧和共同敌人——地下团结工会的存在而得以遏制。
局势在1984年10月19日被引爆：安全局的人员杀死了在全国颇受欢迎的地下团结工会牧师耶日·波比耶乌什科。凶手很快被找到、逮捕，并被判处长时间监禁。但雅鲁泽尔斯基的一句话引起了广泛关注：“现在他们完了”，这不仅指的是直接的凶手及其上司，也包括了整个保守派。
尽管未能在文件上确认国家安全部门领导人和政治局成员直接参与了这起谋杀案，但中央委员会书记米莱夫斯基和国家安全局长恰斯通的责任在事实层面上毋庸置疑。与这些名字相关的整个政治路线遭到不可挽回的破坏，清除保守派领导人已成为时间问题。
1985年7月，波统工党中央政治局和书记处将“波统工党之恶灵”米罗斯瓦夫·米莱夫斯基逐出。11月，“保守派主要战略家”斯特凡·奥尔绍夫斯基被排除，1986年7月，“特别工人”阿尔宾·西瓦克也遭到清除。此外，斯坦尼斯瓦夫·科乔莱克被解职，不再担任外交职务。这些人全都退出了政治活动。米莱夫斯基被送去退休，并因腐败指控面临刑事追诉的威胁。西瓦克被派往利比亚任大使，科乔莱克则在一家无政治影响力的哲学杂志担任编辑数年。奥尔绍夫斯基的去向最为激进：他切断了与波兰统一工人党和波兰人民共和国的所有关系，与一名美国记者结婚，永久移居美国（这也证实了安德罗波夫先前的怀疑）。长期以来一直是“意识形态纯洁性维护者”的奥尔绍夫斯基的移民举动让党内震惊。
保守派被彻底打垮。该派系失去了多年来的强有力领导人。卡齐米日·齐普雷尼亚克、沃齐米日·莫日什恰克、约泽夫·巴里拉、扬·格洛夫奇克和塔德乌什·波伦布斯基等人虽在党内担任显要职务，但他们的政治分量远不及格拉布斯基、奥尔绍夫斯基、米莱夫斯基和扎宾斯基。此外，他们还失去了苏联的支持。新任苏联驻波兰大使弗拉基米尔·布拉维科夫个人反对苏联经济改革，立场上接近保守派，但雅鲁泽尔斯基在莫斯科得到了充分的信任。
在1986年7月的波统工党十大后，切斯瓦夫·基什恰克、弗洛里安·西维茨基、兹比格涅夫·梅斯内尔和马里安·奥热霍夫斯基成为了政治局成员。自1987年底起，米奇斯瓦夫·拉科夫斯基也加入了政治局。雅鲁泽尔斯基的支持者们组成了一个控制党的领导层的核心小组，其中卡齐米日·巴尔奇科夫斯基占据了重要地位。“督政府”的非正式成员也发生了变化：米莱夫斯基和奥尔绍夫斯基的位置由巴里拉将军和前外交部长奇雷克取代。
成为政治局成员后，基什恰克从米莱夫斯基手中接过内务部的党务监督，同时保留了部长职位。副部长斯塔胡拉将军被撤职并派往罗马尼亚担任大使，恰斯通将军则被免去国家安全局的领导职务，改任驻阿尔巴尼亚大使。接替恰斯通的是中间派亨里克·丹科夫斯基，他明确地支持雅鲁泽尔斯基。涉足腐败的瓦尔琴斯基上校也被解职，他因与私人企业家的腐败合作而被揭露。在军队指挥层中，莫尔奇克将军被排挤至次要角色，而塔德乌什·图恰普斯基将军和接替西维茨基担任总参谋长的约泽夫·乌日茨基将军的影响力有所增强。权力机构最终被清洗，完全置于雅鲁泽尔斯基的控制之下。
1985年11月，最高权力的政治结构发生了变动。沃伊切赫·雅鲁泽尔斯基从总理转任国务委员会主席，新任政府首脑由兹比格涅夫·梅斯内尔担任。波统工党的机构逐步重组，许多曾支持保守派的有影响力的党内官员被免职，取而代之的是另一代完全忠于雅鲁泽尔斯基、经验不足的新任官员。他们没有意图主导党和国家的政策，严格按照执政“督政府”的决策投票。雅鲁泽尔斯基本人对这些干部的政治才能评价不高，但始终能够依赖他们的支持。这些变化在第十次党代会及随后的一系列波统工党中央全会上得到了巩固。
波兰的社会经济状况依然艰难，团结工会在地下继续开展斗争。1986年下半年，党和国家领导层计划按照苏联经济改革精神进行改革。雅鲁泽尔斯基被视为戈尔巴乔夫的坚定支持者。政治犯得以释放，私人企业的创办手续也简化了。国家安全局官员开始约谈地下活动分子，试图说服他们放弃秘密活动，提议“共同致力于社会主义的更新”。这些举措引发了保守派的强烈不满，但他们已无力反对。
然而，即使是这些改革措施也未能获得公众的支持。无论是保守派还是自由派版本的统治，波兰社会都对波统工党表示排斥。1987年8月31日，波兰多个城市爆发了大规模的示威活动，并与镇压部队ZOMO发生冲突。政府试图通过全民公投来获取公众对经济改革的支持，特别是涉及大幅度提高物价的改革，结果以彻底失败告终。

### 最终失败
1988年春天，波兰掀起了新一轮罢工浪潮。起初，政府打算通过强硬镇压来应对，基什恰克将军甚至威胁要重新实施戒严。然而，到秋季，镇压手段的不可行性变得显而易见。政权面临全国无限期大罢工的威胁。基什恰克开始与瓦文萨直接接触。11月30日，莱赫·瓦文萨在与官方工会主席阿尔弗雷德·苗多维奇的电视辩论中大获全胜，使团结工会领导人获得了公众的支持，波兰的社会氛围从此发生了根本变化。
9月，双方在马格达伦卡举行了半秘密会谈，会议决定当局与反对派展开公开对话。9月27日，米奇斯瓦夫·拉科夫斯基出任波兰人民共和国政府总理。
值得注意的是，与1980年8月的类似情况相比，保守派的活动家几乎被排除在政治进程之外。他们试图在地方党组织中组织反对行动，首先是华沙的波统工党委员会，其第一书记是亚努什·库巴谢维奇，他的党内生涯始于扎宾斯基的共青团机构。基什恰克的新政策在内务部遭遇了显著的反对，特别是在警察和国家安全官员中（尽管其中许多人已经参与了私人企业），但在这里保守派根本没有领袖。耶日·安杰耶夫斯基将在格但斯克实施严格的地方政策，而尤利安·乌兰图夫卡在奥波莱也采取了同样的立场，但他们并没有为全国性的政治活动做好准备。
决定性冲突发生在1988年12月至1989年1月的中央委员会全体会议上。雅鲁泽尔斯基、基什恰克和西维茨基等将军坚持支持马格达伦卡协议。他们得到了拉科夫斯基、巴尔齐科夫斯基、奥热霍夫斯基、乔塞克和奇雷克的支持。与他们对立的是波伦布斯基、巴里拉和格洛夫奇克，他们认为与团结工会的对话必然会导致波统工党的惨败。拉科夫斯基再次成为攻击的主要对象。作为回应，将军们威胁辞职，保守派不得不屈服，因为党政机构害怕在没有武装保护的情况下与罢工者面对面。全体会议的结果是，塔德乌什·波伦布斯基、尤泽夫·巴里拉、扬·格洛夫奇克以及他们的支持者齐格蒙特·穆拉尼斯基和佐菲亚·斯坦皮耶尼被剔除出政治局（沃齐米日·莫日什恰克早在6月就已离开党的最高机构）。由此，保守派几乎失去了在党的高层中的代表性。曾经接近保守派的阿尔弗雷德·梅多维奇现在则支持最激进的民主改革。
1989年2月6日至4月5日，波统工党政府与团结工会召开了圆桌会议。会议结果是团结工会获得合法地位，新设立的瑟姆和瑟纳特将举行“半自由”选举，并建立总统制度。雅鲁泽尔斯基、基什恰克、巴尔齐科夫斯基和拉科夫斯基的计划是让团结工会进入议会，从而避免罢工威胁，将痛苦的经济改革责任推给反对派，并保持波统工党对关键权力位置的控制。然而，1989年6月4日的选举结果——团结工会候选人的辉煌胜利和波兰统一工人党的惨败——彻底推翻了这些计划。
1989年7月的中央委员会全体会议对党的领导层进行了调整。被选为总统的沃伊切赫·雅鲁泽尔斯基辞去了党的职务。米奇斯瓦夫·拉科夫斯基被确认为中央委员会第一书记。卡齐米日·齐普雷尼亚克和亚努什·库巴谢维奇被补入政治局，但他们已经不敢反对雅鲁泽尔斯基、基什恰克和拉科夫斯基。保守派已不再是一个政治力量。
1989年8月24日，在切斯瓦夫·基什恰克担任总理三周后，团结工会的代表塔德乌什·马佐维耶茨基成为新一任总理。波兰的变化迅速、激进且不可逆转。曾经的执政波统工党在新的政治体系中已无立足之地。
1990年1月，在波统工党十一大上，党作出了自我解散的决定，并宣布成立波兰共和国社会民主党。在会上，只有两位代表提出异议：前卡托维兹论坛活动家、记者斯特凡·奥夫恰兹坚持要求保留马克思主义基础，而爱国联盟“格伦瓦尔德”的电影工作者博赫丹·波伦巴则警告不要走向“世界主义”。这些是保守派最后的声音。在十一大的最后一次会议上，波统工党最后一任第一书记米奇斯瓦夫·拉科夫斯基宣告：“把旗帜带出去。”至此，随着党的解散，保守派也随之消亡。

## 命运与评价
塔德乌什·格拉布斯基退出政坛后过上了私人生活，并于1998年去世，享年68岁。米罗斯瓦夫·米莱夫斯基曾受到司法起诉，但由于证据不足，以及考虑到年龄和健康状况，被释放，他于2008年去世，享年79岁。安杰伊·扎宾斯基名义上“在党中央的管辖下”，但实际上被排除在政治之外，1988年去世，享年49岁。斯坦尼斯瓦夫·科乔莱克在法院审理程序中度过了二十年，虽然因证据不足被判无罪，但再次被指控，2015年在等待再次审判时以被告身份去世，享年82岁。博古斯瓦夫·斯塔胡拉也在类似的情况下于2008年去世，享年81岁。瓦迪斯瓦夫·恰斯通于2018年被判刑，2021年去世，享年96岁。约泽夫·巴里拉是波兰陆军将领俱乐部成员，2016年去世，享年91岁。斯特凡·奥尔绍夫斯基与妻子居住在纽约。
几乎没有保守派的重要代表参与波兰人民共和国晚期和第三共和国的政治活动。没有人加入波兰统一工人党的后继政党，也没有人加入正统的共产主义政党。阿尔宾·西瓦克（2019年去世，享年86岁）是一个特殊的例外——他加入了民族沙文主义组织，并公开发表了带有明显反犹色彩的言论。
正统共产主义意识形态在波兰完全没有市场。波兰统一工人党保守派及其成员被视为一种极具破坏性、反民主、反民族的力量，且被认为与国家对立。同时，多次有评论指出，保守派在局势和前景的判断上比基什恰克和拉科夫斯基一类的实用派和自由派更为准确。他们预见到政治上因对话和妥协而招致的失败，这一预见完全得到了验证。然而，保守派所提出的路线也会导致相似的结果，只是过程更为激烈，对国家的损害更为严重。1980年代保守派在党内斗争中的失败被视为波兰的历史性幸运。
在现代波兰政治中，保守派被用来形容雅罗斯瓦夫·卡钦斯基领导的右翼政党法律与公正党。与波统工党不同的是，法律与公正党没有自由派派系，被视为保守派的单一阵营。团结工会元老扬·鲁莱夫斯基在接受俄罗斯《新报》采访时表示，其社会政治和意识形态的实质并不在于当前的措辞（一些前波统工党领导人加入了自由主义政党公民纲领），而在于一种特权阶层的心态——“波统工党式的强权法则”。